# 마헨드라

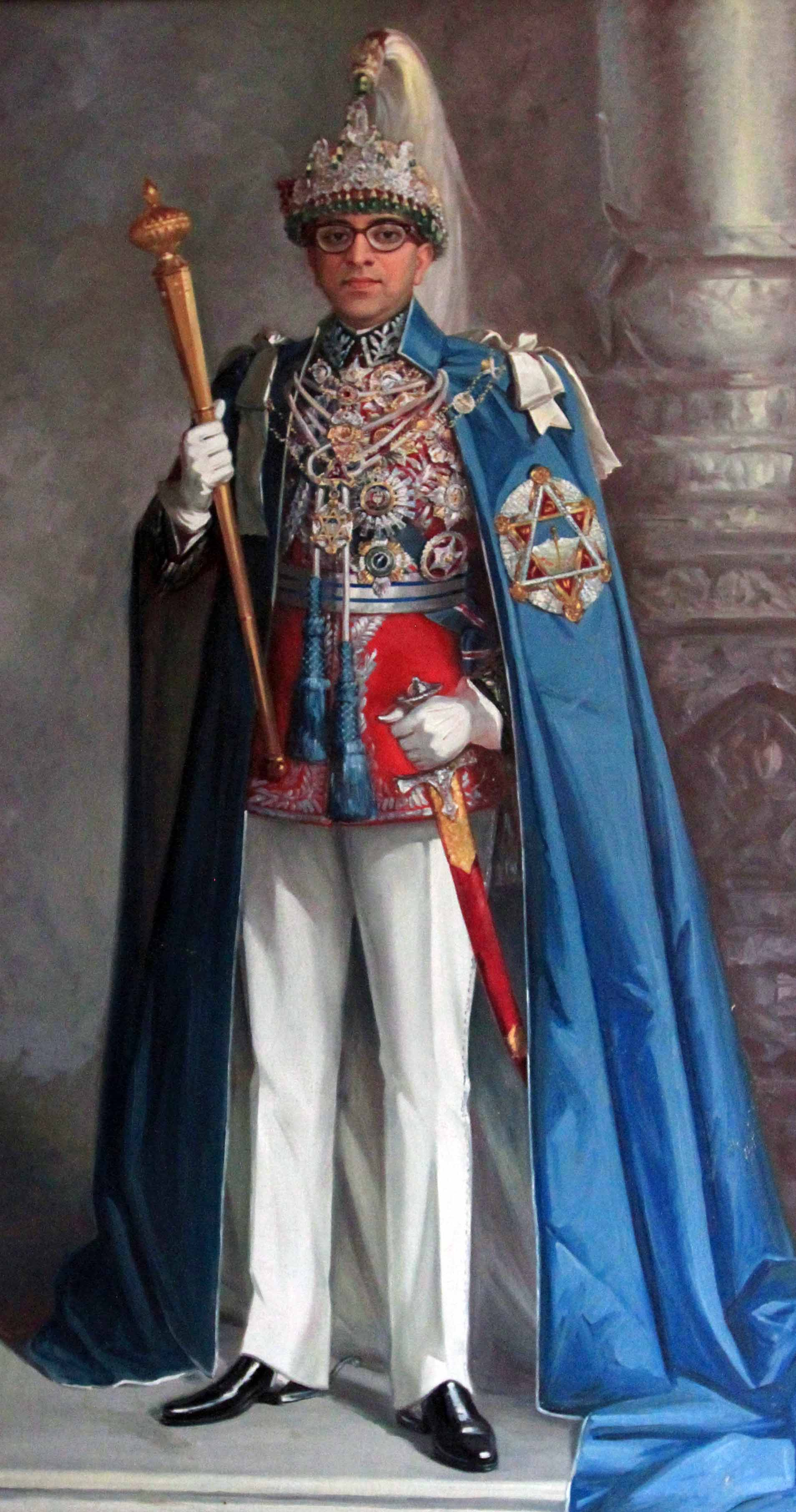
정식 복장을 한 마헨드라의 초상화

마헨드라 비르 비크람 샤 데브(네팔어: महेन्द्र वीर विक्रम शाह देव; 1920년 6월 11일 ~ 1972년 1월 31일)는 1955년 3월 13일부터 1972년 사망할 때까지 네팔 국왕이었다.
그는 1960년 쿠데타를 주도하여 정부를 해산하고 다른 정치 지도자들을 투옥했으며, 헌법을 정지시키고 정당을 금지했으며 독재적인 왕실 정권을 수립했다. 그는 1990년 다당제 민주주의가 도입될 때까지 28년 동안 자신의 판차야트 체제로 나라를 통치했다. 그의 통치 기간 동안 네팔은 1951년 고립주의 정책을 유지했던 104년간의 라나 통치가 끝난 후 처음으로 전 세계에 개방되며 산업, 정치, 경제적 변화를 겪었다.

## 초기 생애

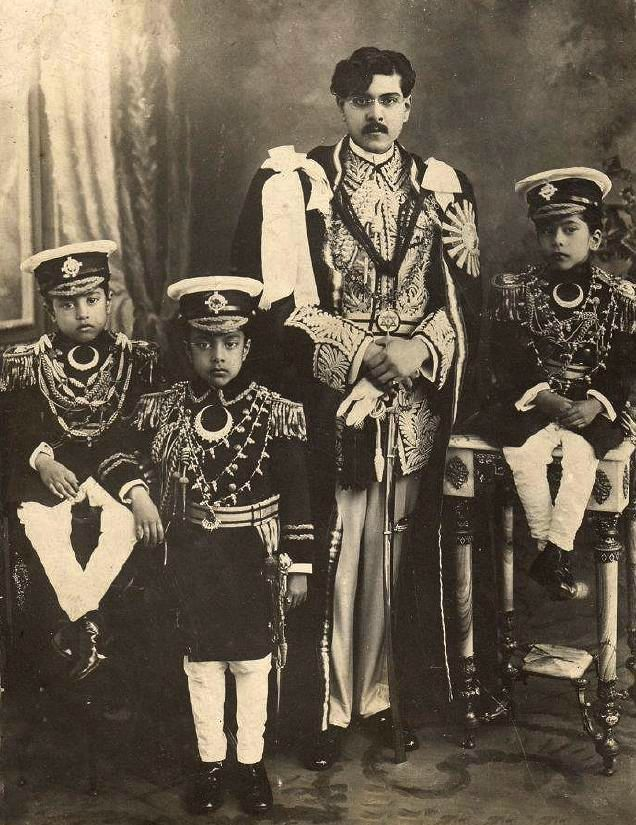
1932년. 왼쪽부터 마헨드라 왕세자, 바순다라 왕자, 히말라야 프라탑 왕자, 그리고 그들의 아버지 트리부반 국왕

마헨드라는 1920년 6월 11일(BS 1977) 나란히티 궁전에서 트리부반 국왕의 아들로 태어났다. 그는 트리부반 국왕과 칸티 왕비의 장남이었다. 라나 왕조 하에서 국왕의 권력은 명목상의 통치자로 축소되었다. 트리부반은 1911년부터 명목상 국왕이었지만, 왕실은 저명한 라나 왕조가 부상한 이래 나란히티 궁전에 포로로 갇혀 있었다.
정식 교육을 받지 않았음에도 마헨드라 국왕은 궁궐 안에서 개인 교습을 받아 정치, 경제, 네팔 문학, 역사, 문화를 배웠다.
1940년, 그는 주다 슘셰르 정 바하두르 라나의 손녀이자 하리 샴셰르 장 바하두르 장군의 딸인 인드라 라자 락슈미와 결혼했다. 마헨드라에게는 비렌드라, 갸넨드라, 디렌드라 세 아들과 샨티, 샤라다, 쇼바 세 딸이 있었다. 그의 첫 번째 아내인 인드라 왕세자비는 1950년에 사망했다.
1951년에 트리부반 국왕은 라나 가문에 대한 성공적인 정치 운동을 벌여 네팔을 입헌군주국으로 만들었다. 마헨드라는 트리부반 국왕이 1951년 혁명 이후 라나 왕조에 작별을 고하면서 1951년(BS 2007) 임시 헌법에서 군주제의 권리를 축소한 것에 대해 불만을 품었다.
1950년에 첫 아내 인드라 라자가 사망한 후, 당시 마헨드라 왕자는 처제 라트나와 사랑에 빠졌지만, 트리부반 국왕은 어떤 상황에서도 아들이 라나 가문의 딸 라트나와 결혼하는 것을 막으려 했다. 마헨드라 왕자는 아버지가 자신의 선택한 소녀와 결혼하도록 강요하는 것을 좋아하지 않았다. 반면에 트리부반 국왕은 라나 가문, 특히 샴셰르 씨족과의 관계 확장을 선호하지 않았다. 트리부반 국왕은 주다 샴셰르에게 가해진 모욕에 분노했지만, 분쟁은 오랫동안 계속되어왔다. 1952년, 아내가 사망한 지 2년 후, 마헨드라는 인드라의 여동생인 라트나 라자 락슈미 데비와 결혼했다. 이로 인해 그와 그의 아버지 사이의 관계가 나빠졌다. 이 결혼은 자녀를 낳지 못했는데, 마헨드라 국왕이 개인 생활이 국가적 의무를 방해하지 않는다는 조건으로 결혼했고, 왕비가 무자식으로 살기로 동의했기 때문이다.
그는 트리부반 국왕의 후계자로서 네팔 국왕이 되었다. 1955년 3월 13일에 국왕이 되었지만, 그의 아버지의 사망으로 인한 1년간의 애도 기간 때문에 1956년 5월 2일에야 대관식이 거행되었다.

### 탄카 프라사드 아차리야 내각
1956년 1월 27일(BS 2012년 마가 13일), 마헨드라 국왕은 아차리야를 네팔의 총리로 임명했다. 첫 5개년 계획은 그가 총리로 재직하는 동안 시작되었다. 그의 재임 기간 동안 네팔 중앙은행과 대법원이 설립되었다. 아차리야의 재임 기간은 또한 네팔 외교 관계의 황금기로 여겨진다. 많은 국가들과 외교 관계를 수립한 것 외에도, 정부는 중화인민공화국 정부와 긴밀한 관계를 맺을 수 있었다. 중화인민공화국 정부는 1956년 10월 7일(BS 2013년 아슈윈 22일)에 네팔에 6천만 루피를 제공했다. 탄카 프라사드 아차리야는 1957년 7월(BS 2014년 아샤다)에 총리직에서 사임했다.

### 쿤와르 인드라지트 싱 내각
쿤와르 인드라지트 싱은 1957년(BS 2014년) 마헨드라 국왕에 의해 총리로 임명되었다. 그의 내각에는 교육부 장관 마하카비 락슈미 프라사드 데브코타가 포함되어 있었다. 그의 재임 기간은 주로 적들을 억제하려는 시도로 소비되었다. 그는 나중에 수바르나 삼셰르 라나가 이끄는 정부로 교체되었다. 나라 샴셰르 장 바하두르 장군에 따르면, 그는 국왕에 대항하여 쿠데타를 일으키고 라나 시대처럼 '꼭두각시 왕'으로 전락시키려 했기 때문에 마헨드라 국왕에 의해 해임되었다.

### 1959년 네팔 왕국 헌법
마헨드라 국왕은 1959년(BS 2015년) 의회 제도를 향해 국가를 이끌기 위해 헌법을 공포했다. 1958년 2월 1일 왕실 발표에 따라, 1958년 3월 27일에는 의회 제도를 향해 국가를 이끌기 위한 헌법 초안 위원회가 구성되었다. 헌법 초안 위원회가 작성한 초안에 따라, 1959년 2월 12일(BS 2015년 팔군 1일) 마헨드라 국왕으로부터 네팔 자치령 헌법(2015)이 발표되었다. 73조와 75조는 1959년 2월 12일부터, 나머지 조항들은 1959년 6월 17일부터 발효되었다. 양원제를 채택한 이 법에서 하원은 대표원이었고 상원은 총회였다. 대표원에는 109개 선거구에서 선출된 109명의 의원들이 있었고, 총회에는 선출직 18명과 임명직 18명을 포함하여 36명의 의원들이 있었다. 후보자들은 대표원 후보가 되기 위해서는 25세 이상, 총회 후보가 되기 위해서는 30세 이상이어야 했다. 21세가 되면 유권자가 될 수 있었다. 이 헌법은 공무원 시험 위원회에 대한 첫 번째 조항을 만들었는데, 이는 3분의 1의 위원이 지난 5년간 정부 직책을 맡지 않았어야 한다는 요건을 명시했다. 감사원장에 대한 규정도 처음으로 마련되었지만, 선거관리위원회에 대한 규정은 없었다. 이 헌법은 네팔어를 공용어, 데바나가리 문자를 공식 문자로 인정했다. 1959년 선거는 이 헌법에 따라 실시되었다. 

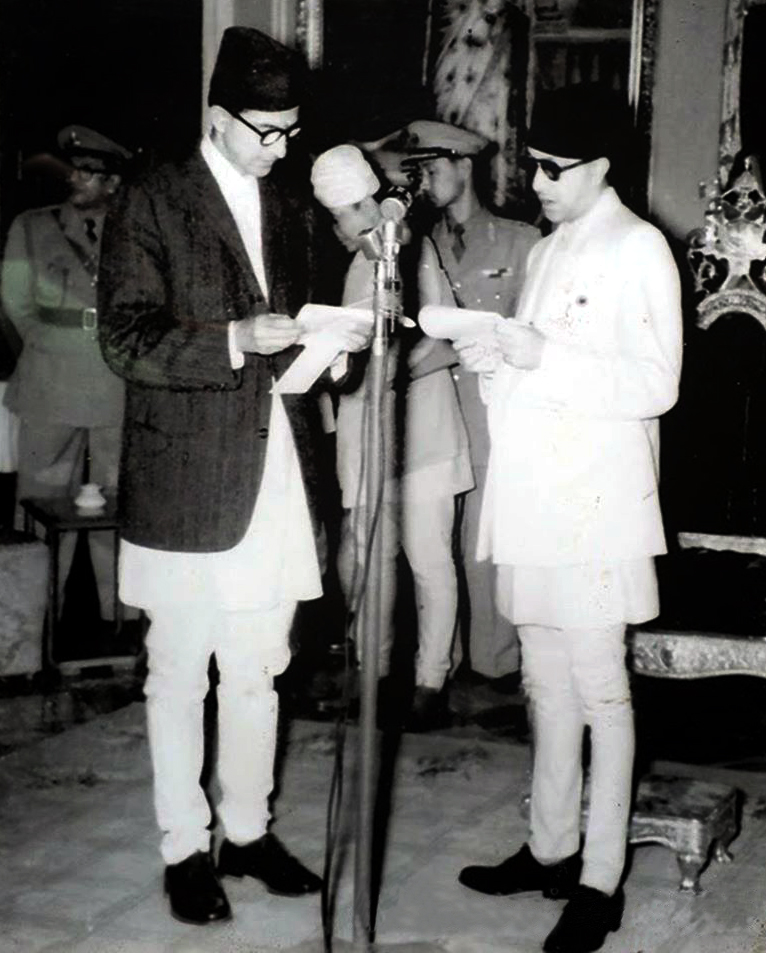
네팔의 제22대 총리로 취임 선서를 하는 B.P. 코이랄라

### 1959년 총선
네팔 의회의 하원인 대표원의 109명의 대표를 선출하기 위해, 네팔 최초의 민주 선거가 BS 2015년 팔군 7일부터 짜이트라 21일까지 45일 동안 실시되었다. 이 선거는 BS 2015년 팔군 1일에 시행된 1959년 네팔 왕국 헌법에 따라 치러졌다. 네팔 의회당은 3분의 2의 과반수를 달성하고 선거에서 최대 정당으로 부상했다.

### B.P. 내각
선거에서 최대 정당으로 부상한 네팔 의회당은 당 대표인 B.P. 코이랄라를 의회당 지도자로 선출하고 그를 네팔의 총리로 내세웠다. BS 2016년 제스타 13일, 비슈웨스와르 프라사드 코이랄라는 당시 마헨드라 비르 비크람 샤 국왕 앞에서 취임 선서를 했다. 하원의 첫 회의는 1959년 7월 1일(BS 2016년 아샤다 17일)에 열렸다.

### 1960년 쿠데타
1960년 12월 15일, 마헨드라 국왕은 자신의 비상권을 사용하여 다시 국가를 장악했는데, 의회 정부가 부패를 조장하고 국가 이익보다 당을 우선시하며 법과 질서를 유지하지 못했다고 주장했다. 국왕은 헌법을 정지시키고 선출된 의회를 해산했으며, 내각을 해임하고, 직접 통치를 부과하고 당시 총리 B.P. 코이랄라와 그의 가장 가까운 정부 동료들을 투옥했다. 정당은 불법화되었다.

## 판차야트 체제
1961년 4월 13일, 마헨드라는 텔레비전에 출연하여 마을, 지구, 국가 의회로 구성된 무정당 정치 체제인 판차야트를 도입했다. 처음에는 네팔 의회당 지도부가 새로운 질서에 대한 비폭력 투쟁을 제안하고 고르카 파리샤드와 통일 민주당을 포함한 여러 정당과 동맹을 맺었다. 그러나 국왕은 정치 활동을 폐지하고 정치 반대자들을 반국가적 요소라고 부르며 투옥하고, 새로운 헌법을 도입하여 국민들이 대표를 선출할 수 있도록 하되, 실질적인 권력은 군주의 손에 남게 했다.

### 1962년 네팔 왕국 헌법
1962년 5월 8일, 당시 재무경제부 장관 리시케시 샤를 의장으로, 쿨셰카르 샤르마를 서기로, 그리고 앙구르 바바 조시 부인을 유일한 여성 위원으로 하여 헌법 초안 위원회가 구성되었다. 이 위원회는 1962년 6월 1일까지 23일 이내에 헌법 초안을 국왕에게 제출하도록 위임받았다. 1962년 12월 16일, 마헨드라 국왕은 4단계 판차야트 제도를 제도화하는 새로운 헌법을 공포했다. 헌법은 라스뜨리야 판차야트라는 단원제를 가지고 있었다. 주권과 잔여 권한은 90조에 따라 국왕에게 부여되었다. 헌법은 국왕의 칙령으로 개정될 수 있다는 조항이 있었다. 이 헌법은 처음으로 선거관리위원회와 권한 남용 방지 위원회의 설립을 규정했다. 라스뜨리야 판차야트에 계급 대표를 보낼 수 있는 6개의 계급 단체에 대한 규정이 마련되었으며, 시민의 기본 의무도 지정되었다. 헌법은 힌두교를 국교로 공식 인정하고, 라스트리야 간에 공식 인정을 부여하여 국내 최초의 국가를 도입했다. 또한 국가의 새로운 현대화된 국기를 도입하고, 그와 함께 국기를 그리는 방법을 처음으로 도입했다. 이 외에도 랄리 구란스를 국화로, 진홍색을 국색으로, 소를 국수(國獸)로, 다페를 네팔의 국조로 도입했다.
세 차례 개정된 이 헌법은 1967년 1월 27일에 처음으로 개정되었다. 첫 번째 개정을 통해 헌법에 사용된 다양한 영어 단어들이 네팔어로 대체되었고, 네팔은 14개 구역과 75개 지구로 나뉘어졌으며, 구역 위원장 제도가 마련되었다. 헌법은 공식적으로 정당을 폐지하고, 국왕이 직접 이끄는 지역 판차야트를 기반으로 한 "국가 지도" 체제로 대체했다.

### 1963년 판차야트 선거
국가 판차야트의 첫 선거는 1963년 3월과 4월에 실시되었다. 1963년 판차야트 선거는 1962년 네팔 왕국 헌법에 따라 치러졌다. 비록 정당이 공식적으로 금지되었고 주요 야당들이 공개적으로 참여를 거부했지만, 입법부 의원들의 약 3분의 1은 네팔 의회당과 연관되어 있었다. 지역 수준에는 4,000개의 마을 의회가 있었고, 이들은 9명의 마을 의회 의원을 선출했으며, 이들이 다시 시장을 선출했다. 각 마을 의회는 40개에서 70개의 마을을 대표하는 75개 지구 판차야트 중 한 곳에 의원을 보냈다. 이 의회의 3분의 1은 마을 판차야트에 의해 선정되었다. 지구 판차야트 의원들은 카트만두의 국가 판차야트에 대한 선거인단 역할을 하는 14개 구역 의회에 대표를 선출했다. 또한 농민, 청년, 여성, 노인, 노동자, 퇴역 군인을 위한 마을, 지구, 구역 수준의 계급 조직이 있었고, 이들은 자신들의 대표를 의회에 선출했다.

### 판차야트 제도 (1962년~1972년)

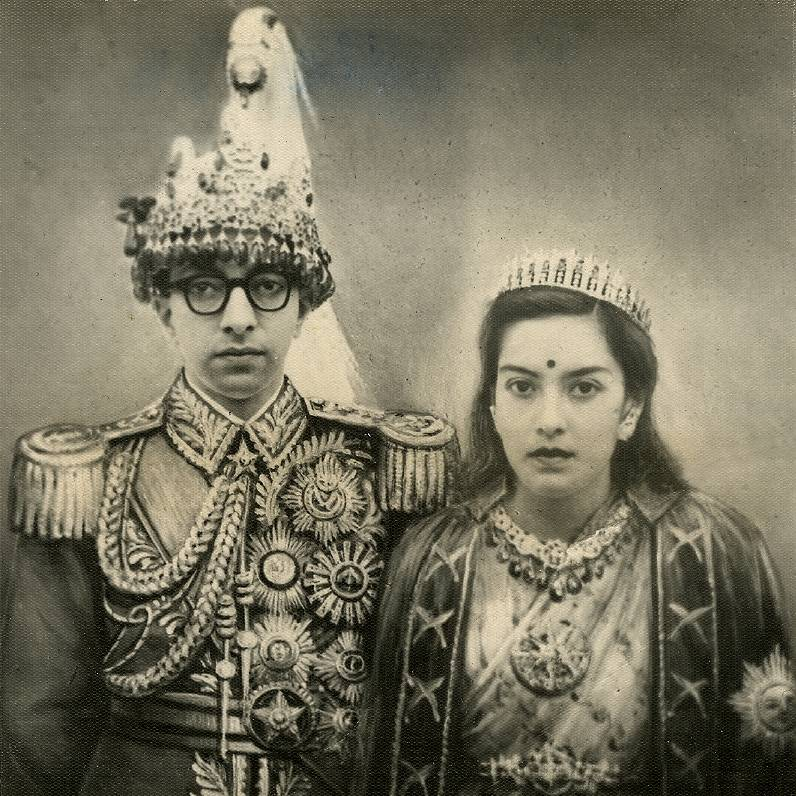
1957년 마헨드라 국왕과 라트나 왕비

왕실 쿠데타 2주년에 채택되고 "토양에 적합한" 시스템이라는 아이디어에 기반을 둔 새로운 헌법은 4단계 판차야트 제도를 만들었다. 약 90명의 의원으로 구성된 국가 판차야트는 왕실 정부를 비판하거나 무정당 민주주의 원칙을 논의하거나 왕실 승인 없이 예산안을 제출하거나 국왕의 승인 없이 법안을 제정할 수 없었다. 마헨드라는 군대의 최고 사령관이었고, 공공서비스위원회 위원을 임명(및 해임 권한도 가짐)하여 공무원을 감독했으며, 언제든지 사법적 결정이나 헌법을 변경할 수 있었다. 많은 문맹 국민들에게 국왕은 지상에서 다르마를 수호하는 비슈누 신의 화신과 같은 영적인 존재이기도 했다. 10년 만에 국왕은 18세기 프리트비 나라얀 샤가 행사했던 무제한적인 권력을 사실상 되찾았다.
군대와 정부 관료 조직의 국왕 지지는 판차야트 제도 내에서 그의 통치에 대한 반대가 발전하는 것을 막았다. 실제 권력은 국왕의 비서실에서 나왔고, 지방에서는 구역 위원들과 그들의 공식 직원들 또는 병행적인 개발 담당관 시스템이 영향력을 행사했다. 네팔 의회당 지도부는 점차 화해적인 성명을 발표하기 시작했으며, 국왕의 지도 아래 민주주의 이상에 대한 신념을 선언했다. 1968년 국왕은 정치범들을 석방하기 시작했으며, 10월 30일에는 B.P. 코이랄라도 석방되었다. 이 시점에서 네팔 의회당은 세 갈래로 분열되었다. B.P. 코이랄라는 인도로 가서 민주 혁명과 판차야트 제도의 폭력적 전복을 약속하는 세력을 이끌었다. 그는 청년들의 상징이었지만 정치적으로는 무력했다. 수바르나 샴셰르의 세력은 판차야트 제도 밖에서 국왕과의 지역 협력을 계속 주장했다. 세 번째 세력은 판차야트 제도가 민주 체제로 발전할 것을 기대하며 그 안에서 활동하려고 했다. 정치적 반대 세력의 분열로 마헨드라 국왕은 자신이 원하는 대로 할 수 있었다.

## 정권 전복 시도
판차야트 체제 이전과 동안에 국왕을 권력에서 제거하려는 여러 투쟁과 시도가 있었다.

### 1957년 쿠데타 시도
마헨드라 국왕은 자신의 은사권을 사용하여 1955년 KI 싱이 이전 국가 권력에 의해 국가 반역자 및 반란자로 선언되었을 때 그를 사면했다. 그 후 그는 국내 진입이 허용되었고, 그의 민족주의적 견해를 듣고 KI 싱은 1957년 마헨드라 국왕에 의해 총리로 임명되었다. 그의 재임 기간은 주로 그의 적들을 억제하려는 시도로 소비되었고, 그는 군대의 도움으로 국왕에 대항하여 쿠데타를 시도하기도 했다. 그러나 육군 총사령관 나라 샴셰르 장군은 국왕에게 충성하여 쿠데타를 알렸고, KI 싱은 즉시 해임되었다.

### 자낙푸르 폭탄 사건
1962년 1월 22일, 마헨드라 국왕은 동부 순방을 마친 후 자나키 만디르 사원을 방문했다. 아르빈드 쿠마르 타쿠르와 두르가난다 자의 지휘를 받는 다른 반판차야트 청년들이 종교 방문을 마치고 경기장으로 돌아오는 그의 차량에 폭탄을 던졌다. 이 사건에 연루된 혐의로 59명이 체포되었고, 사건 조사를 위해 특별 재판부가 구성되었다. 법원은 1962년 7월 3일 두르가난다 자, 아르빈드 쿠마르 타쿠르, 달 싱 타파 세 사람에게 유죄를 선고했다. 1963년 8월 17일 새로운 국가 법전(물루키 아인)이 도입된 후, 구법에서는 브라만 계층의 사람에게 처벌을 허용하지 않았기 때문에 1963년 9월 4일 그들은 반역 및 반란 혐의로 사형 선고를 받았다. 1964년 1월 29일, 두르가난다 자는 교수형에 처해졌고, 아르빈드 쿠마르 타쿠르와 달 싱 타파는 종신형으로 감형되었다.

## 주목할 만한 업적과 개선

### 민족주의 진흥

현재의 헌법으로 제도화된 국기

마헨드라 국왕의 민족주의 진흥에 대한 역할은 잊을 수 없다. 프리트비 나라얀 샤 이후 거의 2세기 동안 네팔은 카트만두에서 단일 정치체로 통치되었고, 중국, 인도, 티베트와 같은 주변 강대국들에 의해 단일 국가로 취급되었지만, 국민들은 통일된 "네팔성"을 느끼지 못했다. 심지어 국민들도 네팔이 어디에 있고 무엇인지 몰랐다. 카트만두 계곡을 네팔, 비르간지 주변의 낮은 평야와 비랏나가르 지역을 마데시, 고르카 고지대를 고르카, 서부 네팔을 카스라고 부르며 국왕조차 네팔의 국왕이 아닌 고르카리 국왕으로 불렀다. 네팔은 이전에 건설되었지만, 정치적 경계와 국가로서의 네팔은 마헨드라 국왕에 의해 제도화되었다고 한다. 1960년 이전에는 외국인들이 네팔에서 자유롭게 토지를 구입할 수 있었다. 1960년 쿠데타 이후, 마헨드라 국왕은 외국인들이 네팔에서 토지를 구입하는 것을 금지했다. 그 당시에는 온 나라에서 사용되는 단일 언어가 없었고, 네팔인들은 점점 외국어의 영향을 받았다. 인도 문화, 인도 영화, 학교에서의 힌디어 교육은 모두 네팔이 인도로 합병되는 방향으로 나아가는 징후였다. 마헨드라는 나라에서 일어나는 광범위한 변화에 불편함을 느꼈다. 즉, B.P. 코이랄라 아래의 다양한 선출 내각, 테라이에서 자치주를 주장하는 정당들, 그리고 인도계 주민들의 공용어인 힌디어가 의회에서 사용되는 것 등이다. 국왕은 민주주의가 사람들이 자신의 정체성과 문화를 주장하고 공동체주의, 지역주의 및 기타 반국가적 동기를 강요하는 것을 어떻게 허용했는지에 대해 고심했다. 힌디어의 지배가 지역사회에서 증가하자, 그는 카스 쿠라를 링구아 프랑카로 선택하여 국어 정책을 수립하고 전국적으로 시행했다. 이 언어는 링구아 프랑카에서 공용어, 그리고 나중에는 국어로 변화했다. 네팔 중앙은행을 설립함으로써 마헨드라 국왕은 왕국 전역에서 네팔 통화를 의무화했다. 그 당시 네팔에서는 인도 루피의 90%가 유통되고 있었다. 다른 언어, 다른 통화, 다른 복장, 다른 정치 체제 및 주변 국가들과는 다른 종교적 정체성을 만듦으로써, 마헨드라는 국민들의 뚜렷한 정체성을 형성하여 국가 통합과 민족성을 증진시켰다. 마헨드라 국왕은 라나 정권 동안 국민의 권리와 민주주의를 위해 사망한 위대한 순교자들을 기리기 위해 카트만두 바드라칼리에 순교자 문을 건설하기 위해 25만 루피를 개인적으로 기부했다.
그는 또한 라스트리야 간에 공식 인정을 부여하여 국내 최초의 국가를 도입한 것으로도 평가받는다. 마헨드라 국왕이 1962년에 도입한 헌법은 오늘날까지 사용되는 현대적인 국기를 도입했다. 1955년 마헨드라 국왕은 유명 작가 발크리슈나 사마가 이끄는 위원회를 임명하여 고대부터 국가에 기여한 국가지도자들을 후보로 지명하도록 했다.

### 외교 활동

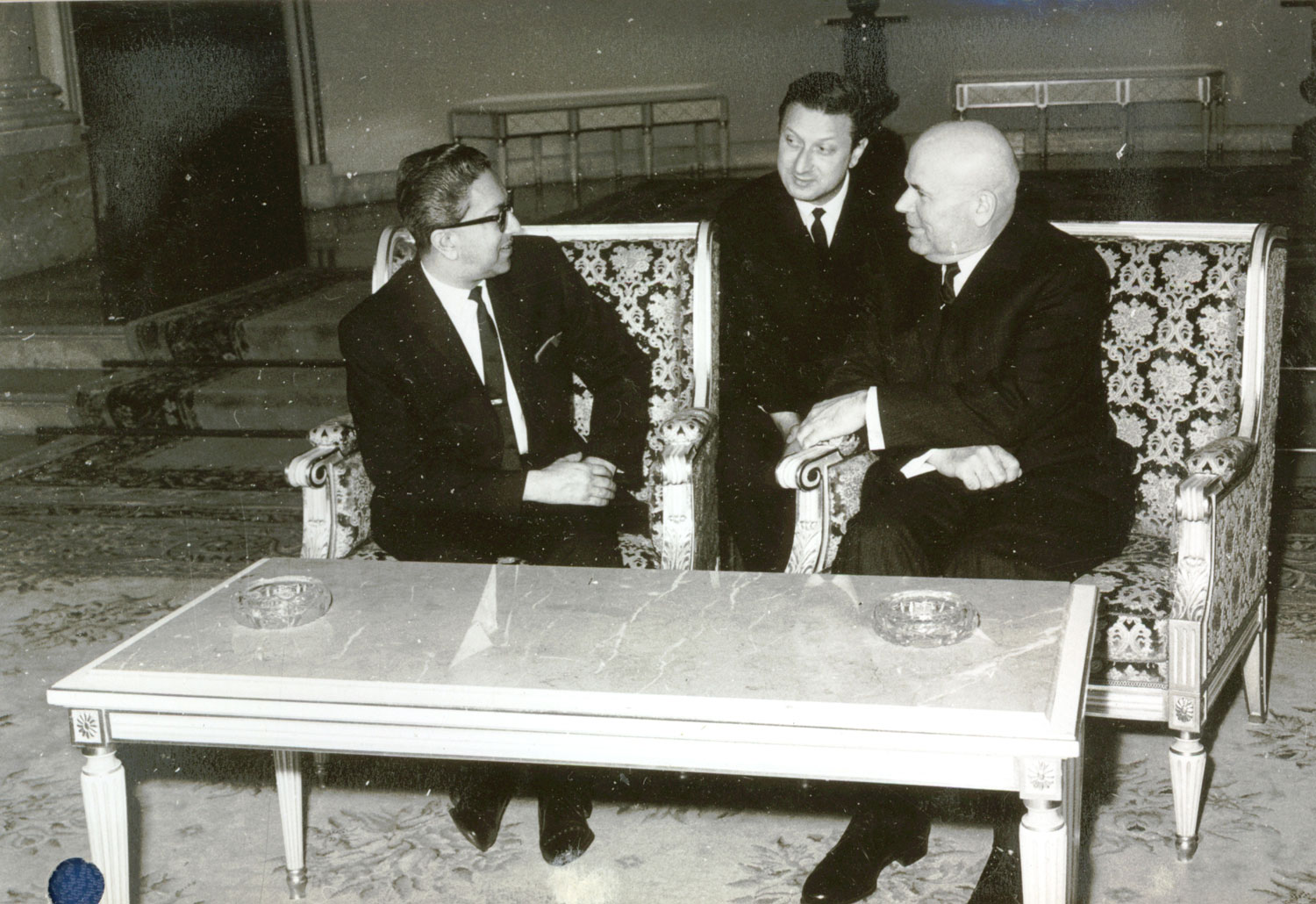
1967년 부쿠레슈티, 루마니아에서 키부 스토이카를 만난 네팔의 마헨드라 국왕.

마헨드라가 국제 무대에서 네팔을 확립하는 데 기여한 역할은 중요하다. 유엔 회원국 자격 획득부터 네팔을 평화 지대로 확립하는 데까지 주요 기여는 마헨드라 국왕에게 돌아간다. 판치실과 비동맹 외교 정책을 채택하여 주변국들과 외교 관계를 유지하고 균형을 이루었다. 마헨드라 국왕은 베오그라드, FPR 유고슬라비아에서 열린 제1차 비동맹 운동 정상회의에 직접 참석하여 네팔을 비동맹 운동의 창립 회원국 중 하나로 만들었다.
BS 2012년, 네팔은 또한 유엔 회원국이 되었다. 리시케시 샤는 그 후 유엔의 상임 대표가 되었다. BS 2012년 마가 13일, 마헨드라 국왕은 아차리야를 네팔 총리로 임명했다. 그는 중국과 일본을 방문하여 우호 관계를 수립했다. 그의 지도와 정책 아래, 네팔은 1969년 유엔 안전 보장 이사회 이사국으로 선출되었다. 네팔은 1988년에 다시 한 번 안전 보장 이사회에 선출되었다. 네팔은 유엔의 헌신적인 회원국으로서 이미지를 확립했고, 회원국들로부터 잘 인정받았다. 네팔의 적극적인 역할과 그가 두 번이나 안전 보장 이사회에서 수행한 역할은 국왕의 성공적인 정책을 입증한다.
국왕의 재임 기간은 또한 네팔 외교 관계의 황금기로 여겨진다. 많은 국가들과 외교 관계를 수립한 것 외에도, 정부는 중국 정부와 긴밀한 관계를 맺을 수 있었다. 그는 중국과 인도 사이의 중립적인 외교 정책을 추구했다. 마헨드라 국왕의 역사적인 외교적 성과 중 하나는 1961년 네팔-중국 국경 조약에서 거둔 성공이다. 국경 조정은 네팔이 더 많은 땅을 얻는 방식으로 평등의 원칙에 따라 이루어졌다. 조약 이후 네팔은 중국으로부터 302.75제곱킬로미터의 땅을 추가로 얻었다.

### 개발 정책

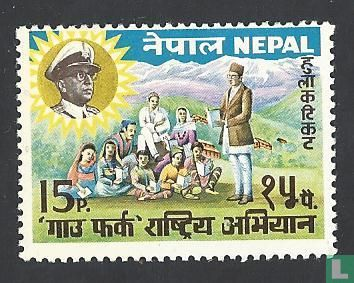
농촌 개발을 촉진하기 위해 도입된 우표

마헨드라 국왕은 국내 개발을 계획하고 감독하기 위해 5개년 정부 계획을 도입했다. 더 나은 개발에 계획의 중요성을 인식하고, 국왕은 국가 기획 위원회를 BS 2013년에 설립했다. 처음으로 1957년 산업 정책은 국가의 산업 발전을 "촉진, 지원, 규제"하는 정부의 책임을 공식적으로 인정했으며, 제1차 계획은 운송, 통신, 수력 발전, 관개 분야에서 국가 독점을 확립하고 시멘트, 설탕, 담배, 직물, 철강과 같은 일부 대규모 산업을 운영하는 것을 목표로 했다. 1960년부터 1965년까지 정부의 인구 정책은 언덕 지역의 사람들을 테라이 지역으로 재정착시키는 것이었다. 그러나 1965년에 마헨드라 국왕은 인구와 경제 성장의 균형을 맞추기 위해 새로운 인구 정책을 공식적으로 승인했다. 공식 정책은 첫째, 사회경제적 변화를 통해 인구 증가를 줄이고, 둘째, 가족 계획 프로그램을 통해, 그리고 셋째, 재정착을 통해서였다. 네팔 전력 공사법 2019가 공포된 후, 1962년에 네팔 전력 공사(NEC)가 운영을 시작했으며, 이는 시민들에게 전기를 공급하는 주요 기관이었다. 1956년부터 그의 통치 기간 동안 5개년 계획으로 알려진 5개년 계획 조항이 시작되었다. 그는 경제 산업화를 용이하게 하고 관리하기 위해 1964년 네팔에 처음으로 회사법을 도입했다. 국왕이 건설한 고속도로는 국가의 전반적인 사회경제적 발전에 크게 기여했다. 그는 1967년에 농촌 개발 전국 캠페인을 시작했는데, 이는 그의 가장 큰 농촌 개발 노력 중 하나였다. 그는 국가의 스포츠 활동 발전을 감독하기 위해 네팔 스포츠 위원회를 설립했다.

### 경제 개혁
1956년 이전, 네팔은 자체적인 외환 보유고를 가지고 있지 않고, 오히려 인도 중앙은행에 외환을 보유하고 있었다. 네팔 대사관의 경비와 국왕의 치료비에 필요한 외환 금액을 얻기 위해서는 인도 준비은행에 신청서를 제출해야 했다. 네팔 경제를 괴롭혔던 문제 중 하나는 네팔 통화와 인도 통화 두 종류가 동시에 유통되는 것이었다. 네팔에서는 인도 루피가 지배적으로 사용되었다. 인도와 네팔 통화 간의 환율은 지역 상인들에 의해 고정되었다. 2007년에서 2011년 BS 사이, 네팔의 인도 경제 의존도는 95%였다. 이를 보고 마헨드라 국왕은 인도에 대한 의존도를 줄이고 시장에 유통되는 인도 통화를 대체하며 외환 독립을 통해 국가 주권을 강화하기 위해 1956년 4월 26일 중앙은행을 설립했다. 마헨드라는 이 의존도를 60% 미만으로 낮추는 데 성공했다.
지폐 발행 책임은 "사다르 물루키 카나"(중앙 재무부)에서 NRB로 이전되었다. 1960년 2월 19일, NRB는 최초의 은행권인 모루 1권을 발행했다. 1955년의 네팔 중앙은행법과 이후 1963년의 외환 규제법, 그리고 인도 통화에 대한 고정 환율 선택과 정부의 지원 정책은 국내 통화와 지역 상인들 사이의 환율에 대한 신뢰를 안정시키는 데 크게 기여했다. 또한 이 시기 동안, 국제 통화 기금(IMF)과 세계은행(WB)과 같은 국제 기구에 회원 가입의 토대를 마련한 외국 기관과의 관계에 대한 국가 정책이 시행되었다. 이러한 정책 덕분에 네팔은 테라이 지역에 새로운 네팔 루피를 법정 통화로 유통하는 데 성공했고, 이는 인도 통화가 지배적이었던 지역이었으며, 1964년 국내 이중 통화 시대를 종식시키고 네팔이 외환 거래에서 독립하는 데 기여했다. 라스뜨리야 바니자 은행, 라스뜨리야 비마 산스탄, 네팔 협동 은행 등 많은 금융 기관들이 네팔 경제를 더욱 활성화하고 지속 가능하게 만들기 위해 점진적으로 설립되었다.

### 경제 산업화
1959년 7월, 네팔 산업 개발 공사는 호텔 및 산업 단지를 포함한 네팔 산업 및 서비스 확장을 위한 산업 금융 기관으로 운영을 시작했다. 마헨드라 국왕은 해외 원조를 받아 물리적 인프라를 구축하여 경제 개발의 기반을 마련했다. 산업 단지(IEs)의 기반은 1963년(BS 2018년)에 미국의 기술 및 재정 지원을 받아 발라주 산업 지역을 설립하면서 마련되었다. 파탄 산업 지역, 헤타우다 산업 지역, 다란 산업 지역, 비르간지 설탕 공장, 네팔 오일 공사, 자낙푸르 담배 공장, 그리고 발라주 직물 산업은 모두 그의 재임 기간 동안 설립되었다. 소금 무역 공사는 1963년(BS 2020년)에 모든 시민들에게 요오드화 식염을 접근 가능하게 하는 목표로 설립되었다. 나중에, 국가 경제 발전을 지원하기 위한 수입 및 수출을 처리하기 위해 마헨드라는 국립 무역 유한회사를 설립했다. 1969년 3월 12일(BS 2025년 팔군 29일), 중국의 원조를 받아 마헨드라는 하리싯디에 네팔 최초의 벽돌 및 타일 공장을 준공했으며, 이는 두 달 후인 BS 2026년 바이샤크 17일에 생산을 시작했다. 마찬가지로, 반스바리 가죽 신발 공장도 1965년에 중국의 원조를 받아 설립되었다. 마찬가지로, 그는 1964년에 최초의 국채를 발행함으로써 주식 및 채권 시대를 열었다. 농촌 농민들에게 우유에 대한 보장된 시장을 제공하고 농업 공동체의 경제 발전을 위해 1969년에 낙농 개발 공사(DDC)가 설립되었다.
냉전 기간 동안 네팔은 양측 이웃 국가 간의 경제 협력 환경을 조성하여 경제를 활성화하려고 노력했다.

### 보건 기여

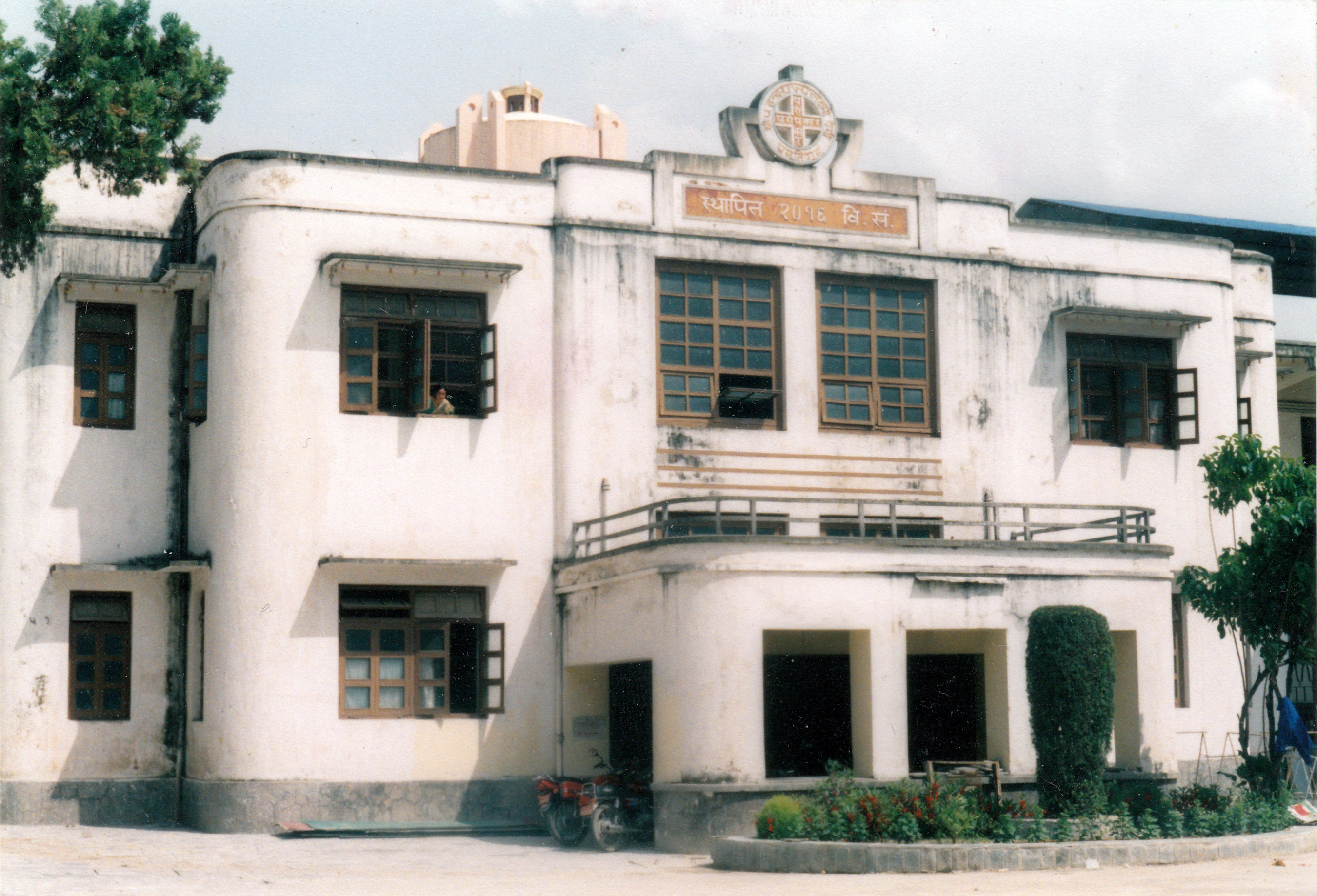
네팔 최초의 산부인과 병원 프라수티 그리하

마헨드라 국왕의 첫 아내가 출산 합병증으로 사망한 것이 왕국 최초의 산부인과, 파로파카르 슈리 판치 인드라 라자 락슈미 산부인과 병원의 건설로 이어졌고, 이는 나중에 파로파카르 산부인과 및 여성 병원으로 이름이 바뀌어 일반적으로 프라수티 그리하라고 불리며 1959년 8월 17일 차르부자 두르바르 부지에 설립되었다. 칸티 어린이 병원은 1963년 소련의 경제 원조를 받아 종합 병원으로 설립되었고, 1968년 주로 어린이 전문 병원으로 특화되었다. 1964년에는 의약품의 과학적 연구 및 분석과 신약 개발을 위해 왕립 의약품 연구소가 설립되었다. 또한 네팔 아우샤디 유한회사는 1972년 영국과의 기술 협력을 통해 설립되었다. 같은 해 의학 연구소(IOM)는 국가에 필요한 모든 범주의 의료 인력을 양성하고 훈련하기 위해 트리부반 대학교 산하에 설립되었으며, 즉시 보조 간호 조산사 및 지역 의료 보조원 과정을 시작했다. 최초의 아유르베다 학교인 라자키야 아유르베다 비디알라야도 이 해에 설립되었다.
테라이 지역의 말라리아 박멸 프로젝트는 1958년 USAID의 도움으로 처음 시작되었다. 성공 후, 천연두, 결핵, 나병을 통제하고 예방하는 여러 다른 프로젝트들이 연이어 시작되었다. 영양 장애, 가족 계획, 모자 보건 문제를 예방하는 프로그램도 연이어 시작되었다.
1955년부터 1958년 사이에 다양한 보건소가 설립되었다. 예를 들어, 다일렉(1955년), 람나가르 부타하, 순사리(1956년), 체인푸르, 상쿠와사바(1957년) 등이 있다. 비랏나가르 병원, 당 병원, 바글룽 병원도 1955년부터 1958년 사이에 개원했다. 1958년, 정부는 105개 선거구마다 하나의 보건소를 건설할 것이라고 발표했으며, 1961년에는 14개 구역 모두에 구역 병원을 설립할 것이라고 발표했다. 이 정책에 따라 1963년에는 공공 부문의 병원 수가 32개, 보건소 수가 104개에 달했다.
마찬가지로 이 시기에는 NGO 선교 단체의 지원을 받는 병원들이 설립되었다. 예를 들어, 바네파의 쉬어 기념 병원(1957년), 카스키의 포카라 샤이닝 병원(1957년), 고르카의 암프 피팔 병원(1957년), 오칼둥가의 오칼둥가 병원(1963년), 나와라파라시의 불링타르 병원(1962년), 팔파의 연합 선교 병원(1954년), 파탄의 아난드반 나병 병원(1963년), 카스키의 그린 파스퇴르 병원(1957년), 다델두라의 다델두라 나병 병원 등이 있다.

### 농업 개발

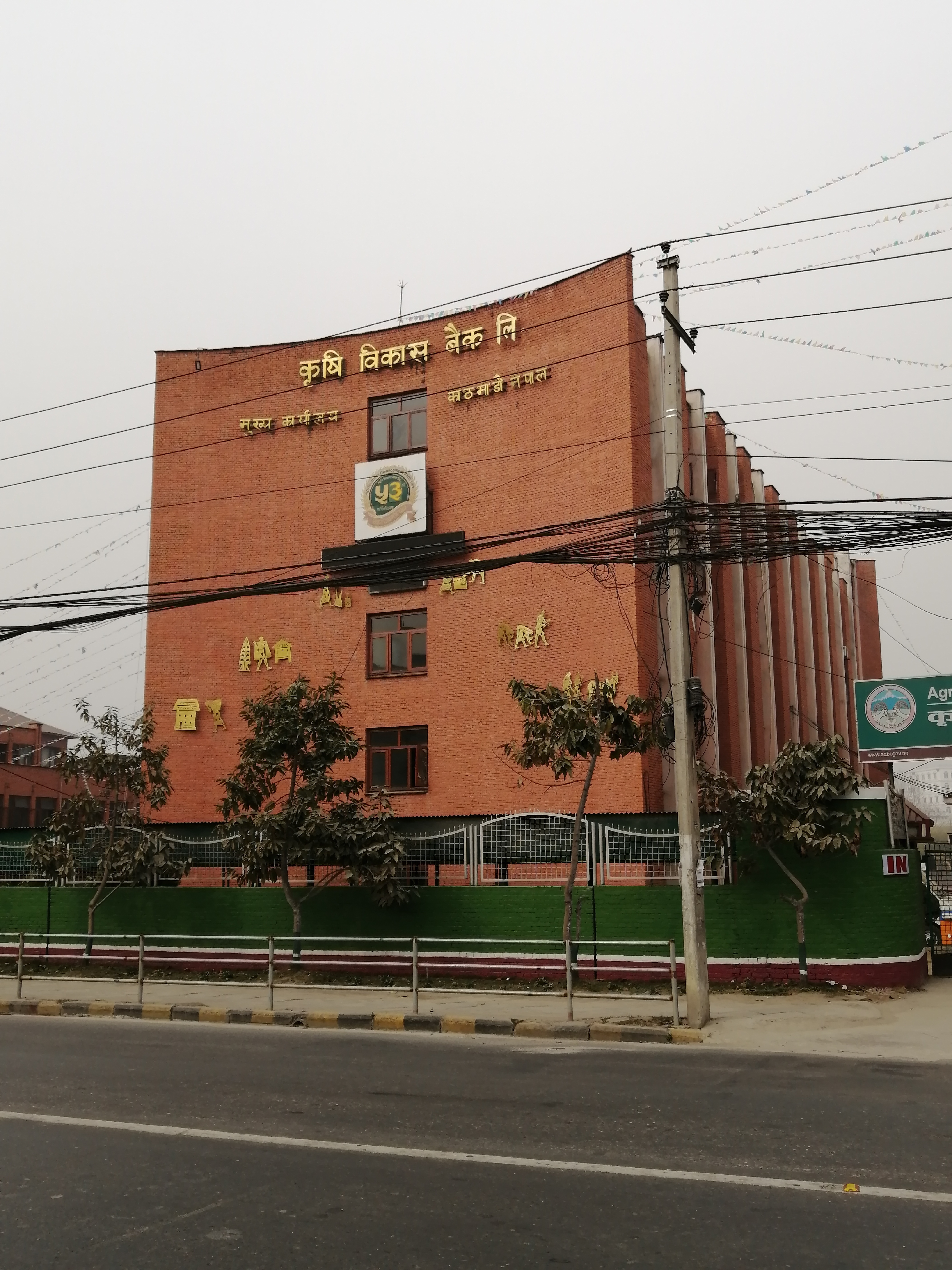
농업 개발 은행

축산 및 농업을 지원하고 전통 농업을 현대화하기 위해 농업 및 동물 과학 연구소 (IAAS)는 1957년에 농업 기술자 훈련을 위한 독립 기관으로 설립되었으며, 나중에 트리부반 대학교의 관리하에 들어갔다. 1964년에 사탕수수에서 설탕을 가공하기 위해 당시 소련의 경제 원조를 받아 파르사에 비르간지 설탕 공장이 설립되었다. 네팔 차 산업의 더 나은 미래를 전망하며, 1965년 자파구 평원에 차 농장인 속팀 차가 설립되었다. 네팔 차 개발 공사는 1966년 네팔 정부에 의해 차 산업 발전을 지원하기 위해 설립되었다. 농업 공급 공사는 나중에 네팔 식품 공사, 크리시 사마그리 회사 (Krishi Samagri Company Ltd.) 및 국립 종자 회사 (National Seed Company Ltd.)로 분할되었으며, 1965년에 전국 농민들에게 접근 가능한 가격으로 종자 및 농화학 물질과 같은 고품질 농업 투입물을 분배하기 위해 설립되었다. 농민과 농촌 지역 주민들에게 신용을 제공하기 위해 1967년에 농업 개발을 전담하는 금융 기관인 농업 개발 은행이 설립되었다. 이 은행은 농촌 지역의 빈곤 완화를 목표로 소농 개발 프로그램(SFDP)도 시행하고 있다. 농업 도구 공장은 1967년 비르간지에 처음 설립되었고, 나중에 비랏나가르에도 설립되어 소련의 기술 및 경제 원조를 받아 국내 농민들을 위한 필수 농업 도구를 저렴한 비용으로 생산했다. 단 차말 회사는 테라이 지역에서 말라리아가 박멸된 후 새롭게 확장된 농업 지역의 농지에서 생산된 쌀을 생산하기 위해 설립되었다. 말라리아 박멸과 토지 정착 프로그램은 언덕에서 테라이로 인구가 대규모로 이동하는 데 기여하여, 농업 면적의 대폭적인 증가를 가져왔다.
1950년대 후반, 마헨드라 국왕은 전국 여러 지역의 농업 개발 가능성 연구를 직접 지시했다. 1960년대 초, 머스탱의 주요 농산물은 생산하기는 쉽지만 국경 너머에서는 쌀과 밀이 주력 상품이었기 때문에 수입이 거의 없는 메밀과 기장이었다. 당시 네팔 정부는 머스탱과 바이타디 등 여러 지역에 사과 재배에 처음으로 투자했고, 1966년에 지역 농업 전초기지를 설립했는데, 이는 나중에 온대 원예 개발 센터로 재편되었다. 원예 전문가 파상 셰르파와 네팔 육군의 도움으로 정부는 다양한 품질 매개변수에 따라 다양한 품종의 과일을 시험하고, 가장 성공적으로 재배된 품종을 지역 농부들에게 보급했다. 농민들에게 제공된 기술 및 경제 지원, 그리고 수확 및 재배 도구와 장비는 마르파, 좀솜 및 무스탕의 타크 콜라 마을에서 사과 및 농산물을 촉진하여 결국 이 지역을 국가의 사과 농지로 만들었다. 회사법에 따라 "네팔 목재 공사"(TCN)는 1960년에 설립되었으며, 나중에 네팔 산림 공사로 재편되어 산림 관리로 생산된 장작을 체계적으로 수집하고 자르며 일반 대중에게 공급하는 것을 목표로 했다.
담배는 판차야트 정권 동안 주요 수입품 중 하나였으므로 사람들은 담배를 재배하도록 장려되었고, 자낙푸르 담배 공장은 그러한 담배를 활용하고 국내 담배 수입을 줄이기 위해 설립되었다.

### 관광 개발

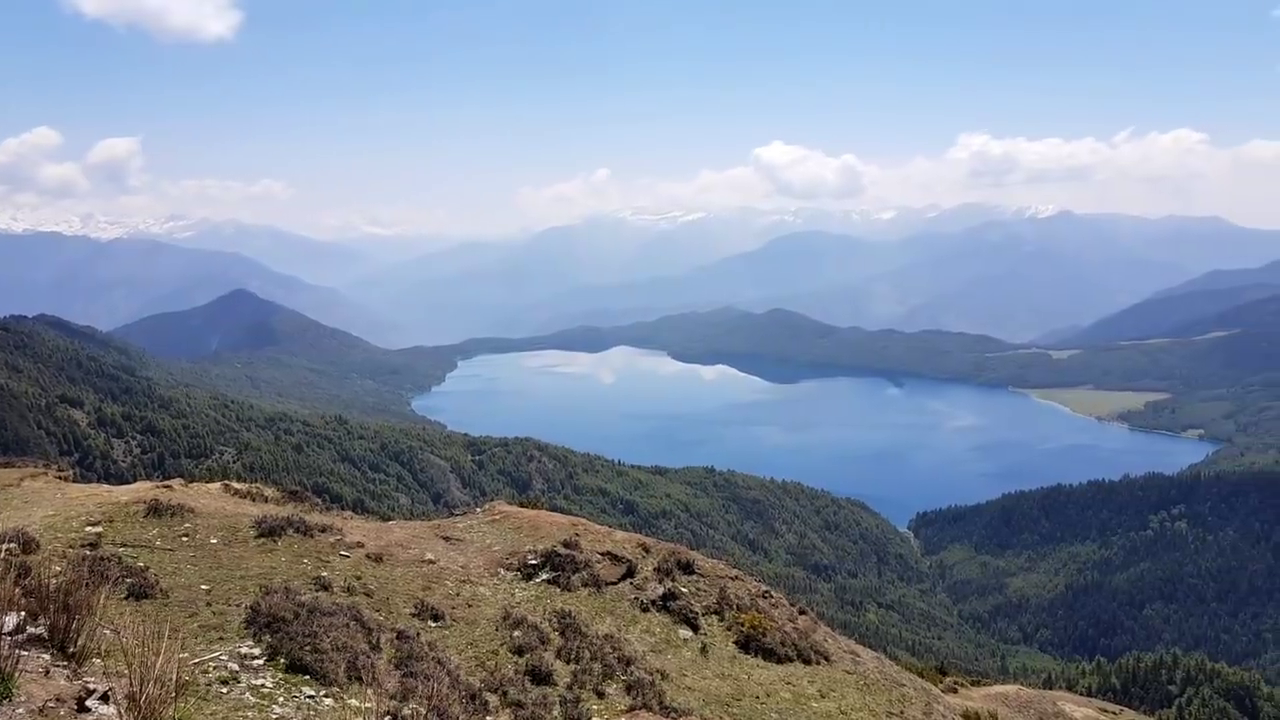
마헨드라가 처음으로 묘사한 라라 호수

그는 또한 네팔의 관광 개발에도 집중했다. 분명히 그는 이 아름다운 나라에 많은 주택, 휴게소, 태번과 수도꼭지를 건설했다. 그의 통치 아래 네팔은 처음으로 외국인들에게 개방되어 국가 관광의 기반을 다졌다. 외국 외교관과 관료들을 제외한 최초의 관광객 집단은 그의 통치 기간 동안 처음으로 도착했다. 1959년 네팔은 국제 공식 여행 기관 연합의 회원국이 되었고, 현재는 세계 관광 기구로 알려져 있다. 같은 해에 정부는 관광을 위한 별도의 국장을 설립하고 프랑스 정부와의 협력을 통해 네팔 관광 조직을 위한 일반 계획을 수립했다. 1960년에는 최초의 수공예품 전시회가 왕실 승인 하에 개최되었다. 1964년, 국왕은 라라 호수를 여행하며 라라 키 압사라(Rara Ki Apsara)라는 유명한 시를 썼는데, 이는 라라의 아름다움에 매료되었기 때문이었다. 그의 방문과 그 이후의 유명한 시는 이 호수를 세상에 알렸고, 시의 독자들은 이 호수를 방문하기 시작했다. 왕실은 1965년에 소알티 호텔을 설립했으며, 1966년 마헨드라 국왕이 개장했다. 마찬가지로, 안나푸르나 호텔도 1965년에 외국 외교관 및 관광객과의 협력을 통해 왕실에 의해 설립되었다. 호텔 세금법은 1960년에 처음으로 제정되어 호텔, 레스토랑, 카지노를 정의하고 법률의 관할권에 두었다. 또한, 최초의 전문 트레킹은 1960년 마헨드라가 관광객들을 위해 히말라야를 트레킹할 수 있도록 개방하면서 시작되었다. 1964년에는 외국인 관광객을 늘리기 위해 최초의 관광법이 제정되었고, 곧이어 최초의 여행사 "마운틴 트래블 네팔"이 설립되었다. 그의 주도로 1966년에 네팔 여행사 협회가 설립되었다. 같은 해, 8개의 호텔 회원사들이 함께 네팔 호텔 협회(HAN)를 설립했으며, 이는 관광에 관한 정부 결정에 주요 기여자 중 하나가 되었다. 관광 진흥을 위한 최초의 카지노는 1968년 그의 재임 기간 동안 설립되었다. 1965-1970년 5개년 계획은 국가 관광을 인정하고 홍보하기 위한 위원회를 지정하는 계획을 세웠다. 이 계획에 따라 1969년에는 고위급 관광 개발 위원회가 설립되었다. 유엔 회원국이 된 후, 마헨드라 국왕은 유엔 사무총장 우 딴을 네팔로 초청하여 고타마 붓다의 탄생지인 룸비니의 개발에 그를 참여시켰다. 이 주도로 뉴욕에 13개국 룸비니 국제 개발 위원회가 설립되어 고대 룸비니 지역을 개발하게 되었다. 그의 시대에 유명한 히피 트레일이 네팔에서 시작되었고, 네팔의 존재가 외부 세계에 알려지기 시작했다. 포카라의 유명한 마헨드라 동굴은 그가 공식적으로 개장한 후 그의 이름이 붙여졌으며, 이후 포카라에서 가장 많이 방문되는 장소 중 하나가 되었다. 1972년에는 민관협력 모델을 강조하는 관광 마스터 플랜이 수립되어 정부에 더 많은 일자리와 수익을 창출하는 것을 목표로 했다. 이 마스터 플랜에 따라 1972년에 ILO와 UNDP의 경제 및 기술 지원을 받아 국내 숙련 노동자를 양성하기 위한 호텔 경영 및 관광 훈련 센터(HMTTC)가 설립되었으며, 이는 나중에 네팔 관광 호텔 경영 아카데미로 이름이 변경되었다. 나중에 로열 네팔 항공의 설립과 히말라야 트레킹의 최초 개방으로 관광객 유입이 더욱 늘어났다.

### 교통 개발

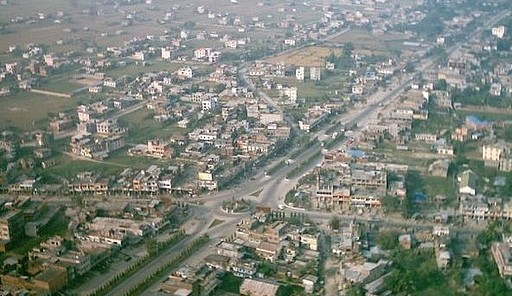
이타하리의 마헨드라 고속도로

이전에는 네팔인들이 한 지역에서 다른 지역으로 이동할 때 인도 영토를 거쳐야만 했다. 마헨드라 국왕은 외국 원조를 받아 고속도로를 건설하여 이 상황을 끝냈다. 마헨드라 국왕은 처음에 인도에 이 고속도로 건설을 요청했다. 그러나 인도가 거부하자 그는 소련의 도움을 구했다. 소련이 달케바르에서 파탈라이야까지의 도로를 건설한 후, 인도는 메치 구간(자파에서 자낙푸르까지의 달케바르 구간)을 건설했고, 헤타우다-나라얀가트 구간은 아시아 개발 은행, 나라얀가트-부트왈 구간은 영국이 건설했으며, 부트왈-코할푸르 구간은 인도가 건설했다. 1961년, 마헨드라 국왕은 가인다콧에서 마헨드라 고속도로(동서 고속도로라고도 함) 건설을 위한 주춧돌을 놓았다. 이 고속도로는 국가의 전반적인 사회경제적 발전에 크게 기여했다. 네팔의 인도 외 연결성을 다각화하려는 노력으로, 그는 코다리와 중국 티베트를 연결하는 아라니코 고속도로를 건설했다. 중국이 코다리 고속도로를 건설하겠다고 하자 인도는 격노했다. 고속도로 건설은 1963년 6월에 시작되어 1967년 4월(BS 2024년)에 중국의 원조로 완료되었다. 또한, 인도 정부의 원조로 헤타우다에서 탄콧까지의 트리부반 라지파트가 건설되었다. 이 라지파트는 많은 인도인들이 이 도로를 이용하여 카트만두로 여행할 때 "바이로드"로 유명했다. 마찬가지로 또 다른 주요 고속도로인 프리트비 고속도로도 1967년(BS 2024년) 마헨드라 국왕의 계획 아래 건설되었다. 이 고속도로는 카트만두 근처의 나우비세와 포카라의 프리트비 촉을 연결한다. 칸티 고속도로, 랄릿푸르와 헤타우다를 연결하는 92킬로미터의 피더 도로는 1954년 마헨드라 국왕에 의해 시작되었다. 1964년, USAID의 도움으로 카트만두-헤타우다 로프웨이가 시작되어 인도에서 물품 운송 비용을 절감했다.
1955년 6월 15일, 트리부반 국제공항이 마헨드라에 의해 개장되었고, 나중에 그의 아버지를 기념하여 그렇게 명명되었다. 1957년에 항공부가 설립되었고, 1958년에 첫 정기 서비스가 시작되었다. 당시 네팔은 트리부반 국제공항을 제외하고는 전천후 및 포장된 공항이 부족했으며, 항공 운항을 유지하기 위해 바이바라하와(나중에 고타마 붓다 공항으로 개명), 비랏나가르, 바랏푸르, 당가드히, 포카라, 시마라 등에 공항이 건설되었다. 1959년 라즈비라지 공항이 공식적으로 개장되었다. 이 공항들 중 일부는 나중에 폐쇄되었다.
같은 해인 1959년, 폐하의 정부는 로열 네팔 항공 협력(RNAC)을 공기업으로 설립했지만, 필요한 법률인 로열 네팔 항공 공사법(현재 네팔 항공 공사법)은 마헨드라 국왕이 네팔 항공 공사법을 제정한 1963년(BS 2019년)에야 승인되었다. 소련이 국왕의 소련 국빈 방문 후 민간 항공을 돕겠다고 약속하자, 일시적으로 현수교 건설 기금이 항공 회사로 이전되었다. 그의 리더십 아래 네팔은 1960년 ICAO 회원국이 되었다. 자낙푸르 공항과 팔룽타르 공항은 1960년에 설립되었고, 네팔간지 공항과 치트완구의 메가우리 공항은 다음 해인 1961년에 설립되었다. 바드라푸르 공항은 1963년에, 수르케트 공항은 1966년에, 솔루쿰부의 샹보체 공항은 1971년에, 그리고 룸자타르 공항과 툼링타르 공항은 1972년에 설립되었다. 그 후, 국가 자체 항공사의 설립으로 항공 서비스 협정이 필요하게 되었고, 이로 인해 1963년에 최초의 항공 서비스 협정이 체결되었다. 마헨드라는 1961년에 사자 버스 야타야트를 설립하여 지역 주민들에게 저렴하고 접근 가능한 교통편을 제공했다.

### 건물 및 구조물

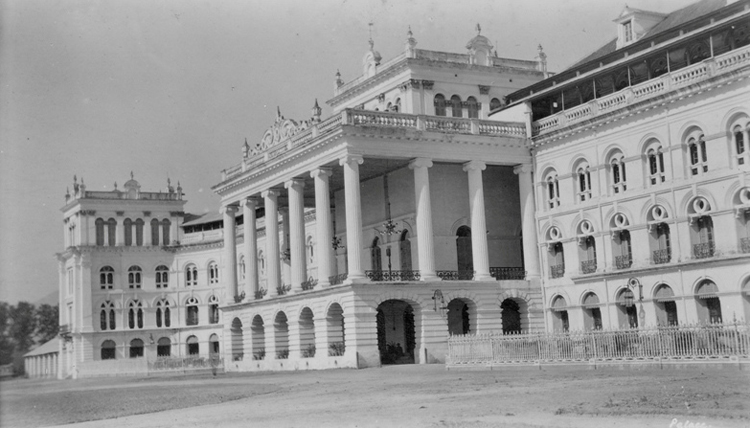
1920년대 구 나라얀히티 궁전, 1958년 철거됨

그는 오래된 라나 건축 양식의 옛 궁전을 철거한 후 현대적인 나라얀히티 궁전을 건설했다. 마헨드라 국왕은 또한 1956년 라트나 왕비를 위한 호숫가 궁전인 라트나 만디르를 건설했다. 네팔 최초의 골프장인 로열 네팔 골프 클럽(RNGC)은 카트만두 틸강가에 위치하며 BS 2022년에 그에 의해 개장되었다. 그는 또한 다샤라트 경기장 건설에도 기여했다. 디얄로 방글라는 전 왕실을 위한 궁전으로, 바랏푸르, 치트완에 건설되어 전 왕실 구성원들이 방문하는 동안 휴식을 취하고 야생 동물을 사냥할 수 있도록 했다.
몬순 홍수를 통제하기 위한 여러 아이디어의 산물인 코시 강 댐은 농경지 관개, 홍수 통제 및 수력 전기 생산을 목적으로 1959년부터 1963년 사이에 그의 재임 기간 동안 건설되었다. 1959년, 마헨드라 국왕과 인도 총리 자와할랄 네루는 공동으로 코시 댐을 개장하고 주춧돌을 놓았다. 코시 댐은 건설 당시 남아시아에서 가장 큰 수자원 프로젝트로 여겨졌다.
비슷한 댐인 간다키강 댐은 1959년부터 1964년 사이에 홍수 통제, 관개 및 수력 발전을 목적으로 인도와 네팔 국경의 간다크에 건설되었다. 또한 트리슐리 댐은 1971년에 건설되었다. 1956년(BS 2013년), 국내 최초의 1728kW 디젤 발전소가 마헨드라 국왕의 대관식을 위해 설립되었는데, 이는 대중에게 전기를 공급하는 문을 열었고 접근성을 높였다. 트리슐리 수력 발전소, 순코시 수력 발전 프로젝트, 파나우티 수력 발전에서 생산된 전력은 마헨드라 국왕의 통치 기간 동안 건설된 몇 안 되는 전력 프로젝트 중 일부이다. 그는 또한 카트만두 상수도 프로젝트의 비전으로도 인정받고 있는데, 이는 그의 조기 사망으로 인해 실행되지 못했다. 네팔과 중국을 연결하는 최초의 다리도 그의 재임 기간인 1964년에 건설되었다.

### 교육 개혁

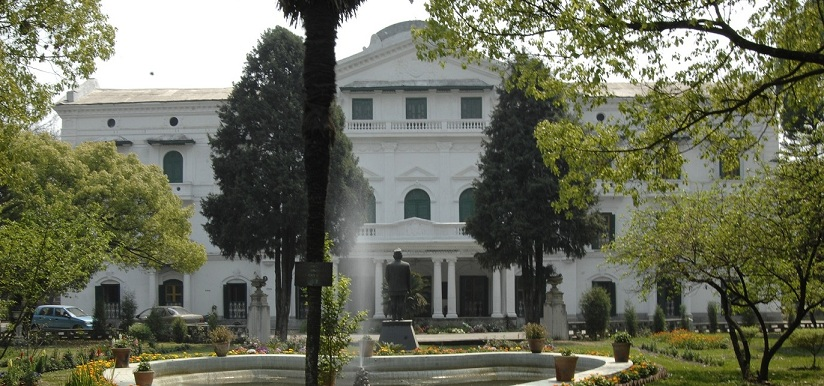
중앙 공학 연구소, 풀촉 캠퍼스

국왕의 재임 초기에는 국가의 문맹률이 5%로 추정되었으나 1960년에는 10%, 1971년에는 18%에 달했다. 1960년 쿠데타 이후 교육 시스템을 확립하려는 노력이 이루어졌다. 1961년에는 전면적 국가 교육 위원회가, 1968년에는 국가 교육 자문 위원회가 설립되어 교육 시스템을 시행하고 개선했다. 네팔의 1965년 교육 계획과 1971년 교육 계획은 국가의 교육 발전을 가속화했다. 1971년(BS 2028년)에는 마헨드라 국왕이 국가 교육 정책을 수립하고 교육법을 제정하여 시행했다. 이 해에 네팔 자체 교육은 국가 개발 목표를 향한 개인 및 사회적 요구를 해결하기 위해 고안된 제4차 5개년 계획(1970–75)의 필수적인 부분으로 운영되기 시작했다. 이 새로운 교육 시스템은 외국 서적과 교육 시스템을 배척했다. 더 나아가, 그는 학교에서 네팔과 네팔어를 우선시하도록 '마헨드라 말라'라는 책을 썼고 인도 서적을 배척했다. 국가 최초의 대학인 트리부반 대학교의 설립은 교육 부문 개혁에 마헨드라 국왕이 기여한 중요한 업적이다. 당시 마헨드라 국왕의 가족은 금 장신구를 팔아 16만 루피를 모금하여 프로젝트 자금을 조달했다. 그는 나중에 트리부반 대학교를 현대화하여 네팔에서 고등 교육을 위한 조건을 조성하고, 교육 과정에서 인도 서적을 배제했다. 그는 또한 자나크 시크샤 사마그리 케나드라 유한회사를 도입하여 네팔에서 서적 생산을 시작했다. 마헨드라 국왕의 외교는 네팔 학생들이 장학금으로 러시아에서 공부할 수 있도록 주선하기도 했다.
그의 아내를 기념하여 유명한 공립 대학 중 하나인 라트나 라자 캠퍼스가 카트만두 푸탈리사다크에 설립되었고, 학교는 1961년 그의 재임 기간 동안 타울리하와, 고르카, 카트만두, 무쿤다푸르에 설립되었다. 치트완의 성장하는 정착촌에 고등 교육 기관을 제공할 필요성에 따라, 비렌드라 중급 예술 대학이 1965년 4월 13일(BS 2022년 바이샤크 1일)에 설립되었고, 나중에 비렌드라 종합 캠퍼스로 개명되었다. 국내 숙련 노동자를 양성하기 위해 풀촉 공학 캠퍼스는 1966년 인도 정부의 지원을 받아 설립되었고, 타파탈리 공학 캠퍼스는 1967년 독일의 기술 지원을 받아 설립되었다. 나중에 1972년에 이 두 기관은 트리부반 대학교 산하에 통합되어 공학 연구소를 구성했다. 이 두 공학 기관은 여전히 국내 최고의 공학 기관 중 하나로 간주된다. 국왕은 여성의 사회 참여를 이끌어내는 데 앞장섰다. 학교에 여성을 참여시키는 뜨거운 논의 끝에 카트만두 딜리바자르에 여학교가 설립되었고, 이는 국왕의 노력으로 나중에 고등 교육 기관인 파드마 칸야 캠퍼스로 전환되어 더 큰 대학 부지 및 시설을 갖춘 바그바자르로 이전되었다.

### 정보통신 개발
국내 전화 서비스는 처음에는 봉건적인 라나 통치자의 궁전에서만 사용되었다. 그러나 마헨드라 국왕의 대관식 날부터 일반 대중에게 전화 회선이 처음으로 배포되었다. 1959년부터 USAID의 지원을 받아 네팔은 수도에 1,000개의 전화 회선을 개발했다. 또한 1962년에 최초의 공중 교환국을 설립했으며, 1964년에는 수동 교환국을 국가 최초의 자동 전화 교환국으로 전환했다. 1961년(BS 2018년)에는 라스트리야 사마차르 사미티(RSS)가 신문과 방송 매체에 뉴스를 제공하기 위해 라스트리야 사마차르 사미티 법, BS 2019년에 따라 설립되었다. 이는 여전히 국내 주요 뉴스 및 사진 출처 중 하나이다. 신문이 지식과 정보를 전파하는 가치를 이해하고, 그는 고르카파트라를 현대화하여 1961년에 주간지에서 일간지로 전환했다. 마찬가지로, 영어의 영향과 외국인 관광객 증가에 대응하기 위해 라이징 네팔이 1965년 12월 16일(BS 2022년 푸시 1일) 당시 판차야트 정부에 의해 설립되었다. 1971년, 네팔은 최초의 텔렉스 서비스를 받았다. 그는 네팔 라디오가 전국 각지에 도달할 수 있도록 송신탑 인프라를 늘렸다.

### 정치 개혁

네팔의 이전 정치 구역: 14개 구역과 75개 지구

1962년 중국과 인도 간의 전쟁 이후, 중국군은 단순히 분쟁 지역을 점령하여 인도와의 국경 분쟁을 해결하려는 시도로 네팔 동서쪽 산악 지역을 점령했다. 그 반대로, 인도 무장 병력이 국가 북부 국경에 배치되었고, 인도 외교관들도 네팔 정부의 모든 결정과 부처에 관여했다. 마헨드라 국왕은 인도 무장 병력을 네팔 영토에서 몰아내는 데 중요한 역할을 했다. 더욱이, 인도의 여러 대표들은 네팔이 자체적으로 외교 정책과 국방 정책을 처리할 수 없다고 주장했다. 마헨드라 국왕은 모든 인도 대표와 정치인들을 내각에서 해임하고 네팔 대표만 남겨두었다. 그는 국내에서 헌법을 기본법으로 도입한 최초의 국왕이었다. 마헨드라 국왕은 새로 도입된 헌법에 '힌두 왕국'이라는 문구를 포함시켰다. 그는 네팔을 과학적으로 14개의 행정 구역과 75개의 지구로 나누었다. 적절한 행정을 수행하고 각 구역에 권력을 분산시키기 위해 각 구역에 구역 위원장들이 임명되었다. 이는 네팔 역사상 최초의 권력 분산이었다. 4,000개 이상의 마을과 35개의 지방 자치 단체가 있었다. 모든 마을은 9개의 구로 나뉘었고, 모든 지방 자치 단체는 도시의 크기에 따라 9개에서 35개의 구로 나뉘었다. 그의 통치 기간 동안 광범위한 법률 및 사법 개혁이 이루어졌다. 국민에게 좋은 거버넌스와 사회 정의를 제공하기 위해 그는 왕실 법원을 무효화하고 1961년 소규모 국가 및 통치자 법과 왕실 법원 무효화 법(네팔어: राज्य रजौटा ऐन, २०१७ र राज्य अदालत उन्मूलन ऐन, २०१७)의 도입을 통해 지역 법원을 도입했다. 그리고 1956년 5월 21일 네팔에 최고 법원을 도입했다. 비록 왕실법이 많은 작은 왕들을 제거했지만, 여전히 살리안, 바장, 자자르콧, 무스탕, 비르콧, 말네타, 다르나를 포함한 17개의 작은 왕들을 인정했다. 마헨드라 국왕은 국가의 법치주의에 대한 자신의 의지를 공개적으로 선언했다. 1968년에는 법률 전문가법이 도입되어 체계적인 통치의 의지를 제도화했다. 그는 입법권을 라스뜨리야 판차야트에, 행정권을 각료 회의에, 사법권을 최고 법원에 분할함으로써 국가 내의 권력 분립을 도입했다. 1969년에 도입된 심문 위원회법은 정부가 국가적으로 중요한 문제에 대한 조사를 위해 다양한 조사 위원회를 임명할 수 있는 법적 수단을 열었다. 그는 또한 1958년 네팔 헌법에 따라 1963년 최초의 감사원장을 임명함으로써 네팔에 감사원을 설립했다. 1962년 헌법 13장 77조와 78조는 국내 공무원들을 고용하고 훈련시키기 위한 공공서비스위원회 설립을 규정했다. 같은 헌법 13장 78조 (a b c)는 나중에 국내 선거를 규제하고 실시하는 유일한 권한을 갖게 된 선거관리위원회의 규정을 마련했다.

### 사회 개혁
1955년(BS 2012년), 경찰법 제정으로 군대의 사기를 진작시키려는 시도가 있었다. 국립 경찰 아카데미가 이 법에 따라 설립되었다. 국내에서 생산되는 전기는 처음에는 봉건 통치자들의 궁전에서만 사용되었다. 그러나 1955년 마헨드라 국왕의 대관식 날부터 전기는 대중에게 더욱 개방되고 접근 가능해졌다. 1963년 8월 17일, 새로운 법전이 공포되어 1854년의 물루키 아인(Muluki Ain)을 새로운 물루키 아인으로 대체했다. 물루키 아인(민족법)은 불가촉천민, 카스트 차별, 성차별 정책을 타파하려는 시도를 했다. 그는 그 후 네팔 공무원법을 도입하여 직원 기술을 개발하고, 오랫동안 지속된 판자니 관행을 종식시켰다. 네팔 공공위원회는 이 법에 따라 공무원 제도를 개혁하고 발전시키기 위해 설립되었다. 이 조치로 국왕이 직접 공무원을 선출, 해고, 전보하는 오랜 전통이 끝났고, 자격 있는 후보자만을 선출하는 전통이 시작되었다. 1963년, 경찰을 훈련하고 개혁하기 위해 중앙 경찰 훈련 센터가 설립되었다. 라지야 개혁은 서부 네팔의 일부 귀족 엘리트들의 특권을 폐지했다. 새로운 판차야트 시스템은 엘리트 기반의 정당들에게는 불가능했던 방식으로 5만에서 6만 명의 사람들을 단일 대표 정부 시스템으로 통합하는 데 성공했다. 네팔은 2차 계획(1962–65)과 3차 계획(1965-70)을 수행하고, 4차 5개년 계획(1970–75)을 시작할 수 있었다. 그는 또한 고위층 브라만 통치자들을 평등한 처벌 규칙 하에 둔 최초의 통치자였다. 그의 아내 라트나 왕비는 아이들에 대한 사랑이 커서 고아원 설립을 원했다. 그래서 그는 다야 비르 칸사카르에게 파로카르 산스탄이라는 이름으로 국내 최초의 고아원을 설립하도록 25 로파니의 땅을 제공했다. 더욱이, 그는 혈액 기부에 대한 사람들의 인식을 높이기 위해 네팔에서 처음으로 헌혈을 한 국왕이 되었다. 그는 또한 불법 인도인들이 국내에 들어와 지역 주민의 이름으로 혜택을 받는 것에 대해 우려하여 1964년 시민권 제도를 도입했다.

### 예술, 역사 및 문화 진흥

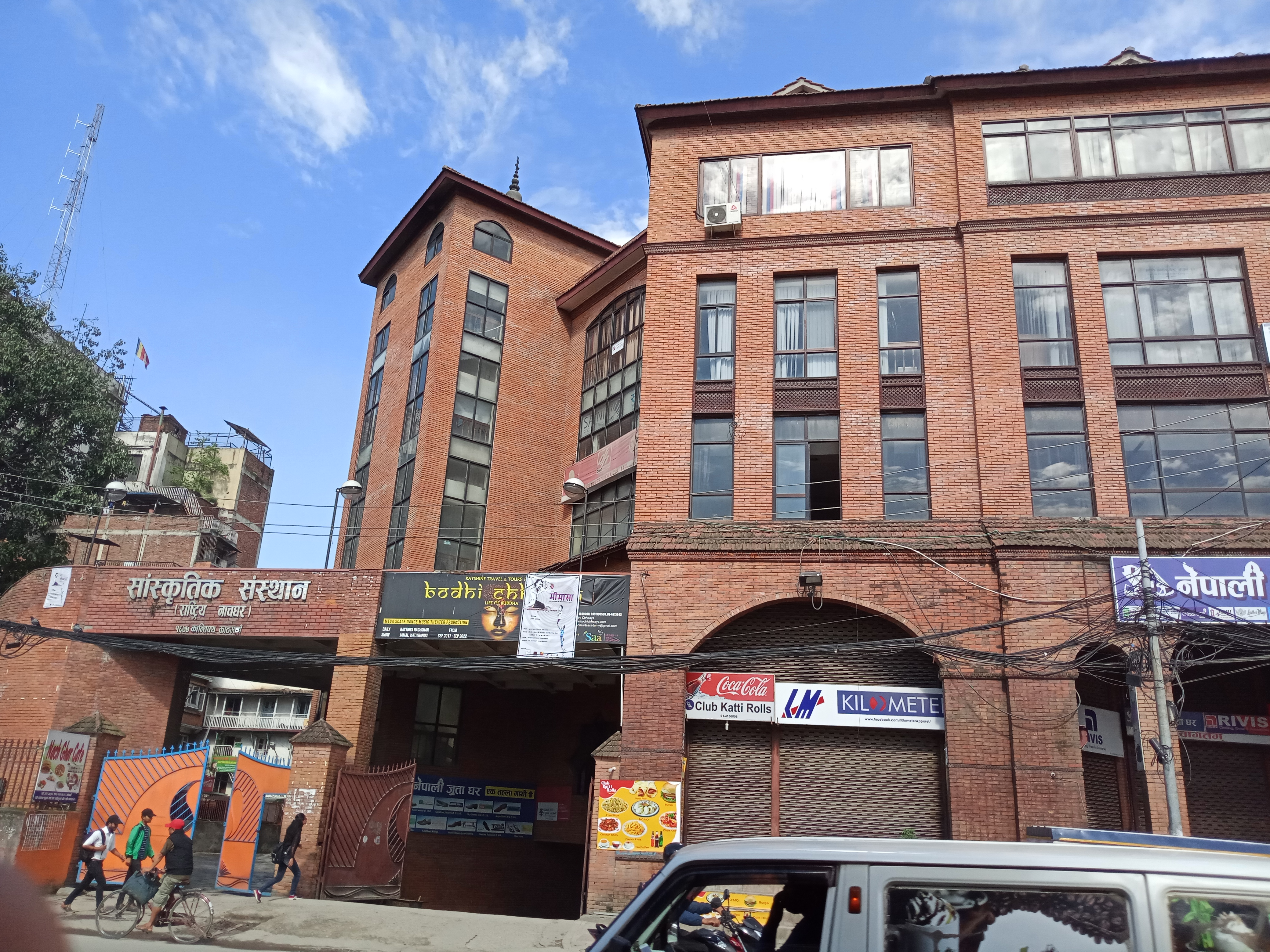
국립 무용 아카데미

지역 전통, 종교와 문화, 생활 방식, 축제 및 언어를 보존하기 위해 그는 왕립 네팔 학술원(네팔어: नेपाल राजकीय प्रज्ञा प्रतिष्ठान)과 국립 무용 아카데미(네팔어: राष्ट्रिय नाचघर) 및 기타 기관을 설립했다. 왕립 네팔 학술원은 나중에 네팔 학술원으로 이름이 바뀌었고, 외국 문학을 네팔어로 번역하여 대중이 외국 문학에 접근할 수 있도록 했다. 1961년에는 네팔 미술 협회가 설립되었고, 나중에 네팔 미술 아카데미(네팔어: नेपाल ललित कला प्रज्ञा प्रतिष्ठान)로 알려졌다. 이는 스리자나 미술 학교와 함께 국내 현대 미술을 장려하기 위해 설립된 주요 기관 중 일부이다. 또한, 마헨드라의 지시 아래 정부는 라트나 레코딩 산스탄을 설립하여 콜카타로 노래 녹음을 위해 여행하던 네팔 예술가들을 지원했다. 이 공사는 네팔 라디오와 협력하여 네팔 국악 레코드의 도달 범위를 넓혔다. 마헨드라 국왕은 예술의 위대한 애호가였다. 그의 지도 아래 1962년에 국립 화폐 박물관이 설립되어 국가의 역사, 예술, 문화를 보존했다. 국가의 예술과 예술가를 장려하기 위해 그는 1962년에 민관 협력 단체인 네팔 예술 위원회를 구상하고 설립했다. 1962년에는 네팔 사히티아 산스탄이 문학을 통해 예술과 문화에 대한 대중의 관심을 자극하기 위해 설립되었다. 1965년, 판차야트 정부는 배우와 감독들을 인도로 보내 특별 훈련을 받게 하는 프로그램을 시작했다. 나중에 마헨드라 프라갸 푸라스카가 도입되어 2년마다 네팔어 언어, 예술, 문화에 기여한 사람들에게 수여되었다. 네팔 학술원의 총장으로서 마헨드라 국왕은 그의 생일에 전국 시 대회를 개최하여 수상자들에게 상금을 수여하는 전통을 시작했다. 1966년, 마헨드라의 개인적인 요청으로 국내 최초의 사설 영화인 마이티가르가 제작되었다. 마헨드라는 이 영화의 노래를 작사하고 일부 자금도 제공했다. 1967년, 국립 기록 보관소가 설립되어 역사와 역사 문서를 기록하고 보존했다. 카이저 도서관은 1969년 카이저 슘셰르 정 바하두르 라나의 역사 및 서적 소장품의 소유권이 정부로 이전되면서 설립되었다. 마헨드라 국왕은 그의 미망인 크리슈나 찬드라 쿠마리 데비가 개인 소장품을 기증하면서 이 재산을 대중이 접근할 수 있도록 했다. 1970년, 국왕은 인도 배우, 감독, 제작자 데브 아난드와 네팔의 지역 문화 유산을 홍보하고 히피 문화를 묘사하는 영화를 제작하는 것에 대해 논의했다. 이 영화는 고대 카스타만다프, 바산타푸르 두르바르 광장, 박타푸르 두르바르 광장 등 국가의 문화 유산을 전 세계에 처음으로 선보였으며, 히피 문화를 묘사했다.

### 종교 진흥
네팔 학술원은 종교 문헌을 네팔어와 산스크리트어로 번역하여 대중이 종교 문헌에 접근할 수 있도록 했다.
마헨드라 국왕이 1962년에 도입한 헌법은 힌두교를 국교로 공식 인정했다. 그 외에도 진홍색을 국색으로, 소를 국수(國獸)로 하는 국가 상징을 도입했는데, 이는 힌두교에 뿌리를 두고 있다. 이 헌법은 힌두 종교 축제와 종교 강론의 장려를 보장했으며, 산스크리트어 사용과 개종 행위 금지를 포함했다. 국교였기 때문에 힌두교는 국가 비용으로 장려되고 보호되었으며, 동물 도살은 금지되었다. 그의 재임 기간 동안 국왕과 왕비는 모든 네팔 가정에서 비슈누 신의 화신으로 숭배되기 시작했다.

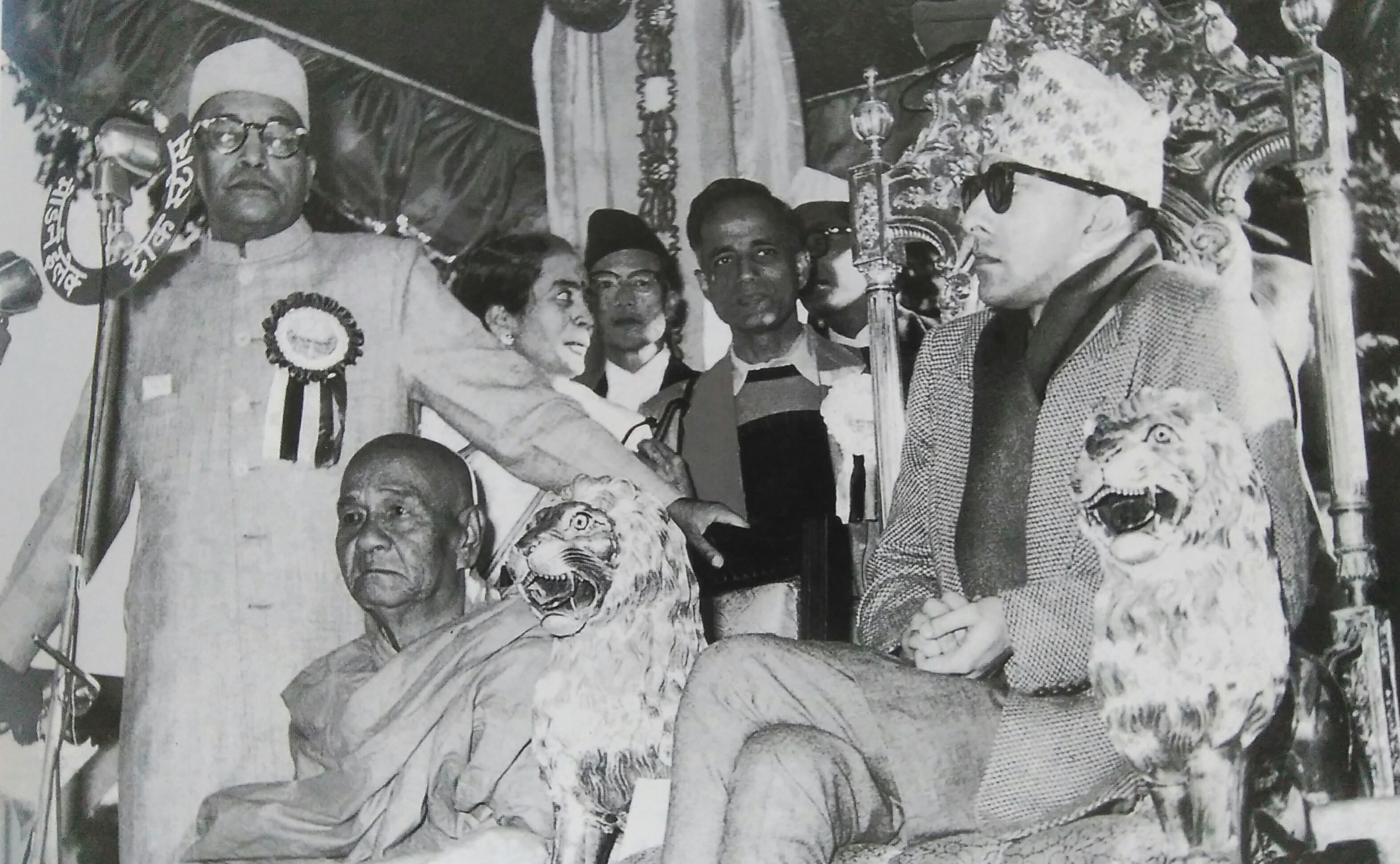
카트만두에서 열린 제4차 세계 불교 회의에서 불교 진흥 회의에 참석한 마하라자 마헨드라

유엔 회원국이 된 후, 마헨드라 국왕은 유엔 사무총장 우 딴을 네팔로 초청하여 고타마 붓다의 탄생지인 룸비니의 개발에 그를 참여시켰다.
1962년(BS 2021년), 마헨드라 국왕은 구티 산스탄(Guthi Sansthan)을 설립하여 국민의 축제, 유산, 문화 보존 및 진흥을 목표로 했다. 왕의 통치 기간 동안 시크교는 네팔에서 번성했으며, 많은 시크교도들이 왕의 허가를 받아 사업가로 네팔에 들어왔다. 마헨드라 국왕은 1960년대 가뭄 동안 그들의 도움에 대해 시크교도들에게 첫 시민권을 제공했다. 그의 통치 기간 내내 그는 왕실의 종교적 책임을 강화하고, 자신의 연설과 글에서 자신을 "세계에서 마지막으로 남은 힌두 국왕"으로 일상적으로 언급함으로써 사회에서 국왕의 의례적 지위를 높였다. 그는 또한 다샤인을 종교적 관행으로 장려하여 지역 지도자들을 국가 정부에 통합함으로써 국가 전체를 통합했다. 모든 지역 및 지방 지도자들은 국왕의 손에서 티카를 받고, 마찬가지로 그들의 관료적 상급자로부터 티카를 받아 정치적 위계를 중앙에서 국가의 모든 구석으로 확장하는 것으로 기대되었다. 다샤인은 판차야트 정권의 비전을 수용하여 종교적, 민족적으로 동질적인 사회를 만들고, 국왕을 중심으로 한 계층 시스템을 받아들여 국가를 단일 통합 단위로 만들었다.

### 토지 개혁
1959년, 비르타 폐지법이 제정되어 가난한 사람들과 농부들에게 그들이 역사적으로 경작하던 토지에 대한 소유권을 부여했다. 비르타 토지는 이 법을 통해 라이카르로 전환되었다. 마찬가지로, 1962년에는 토지 조사 및 측량법이 도입되었다. 이 법은 토지를 아발, 도얌, 심, 차하르로 분류했다. 이 법은 효과적으로 토지 관리 사무소(네팔어: भूमि प्रशासन कार्यालय)를 설립했다. 1963년에 통과된 농업 재편성법은 소작농의 안보를 강조하고 토지 보유에 상한을 두었다. 마찬가지로, 1964년 토지 개혁법은 봉건적 토지 소유 관행을 종식시키고 농민의 권리를 확보했다. 이 토지 개혁 정책은 대규모 라나 영지를 몰수하고 많은 무토지인들에게 토지를 제공하는 결과를 낳았다. 그동안 1966년 토지 관리법이 공포되어 토지 관리 사무소를 토지 수입 사무소(네팔어: मालपोत कार्यालय)로 개혁했다. 더욱이, 그는 무기를 다룰 줄 아는 전직 군인들과 미얀마에서 추방된 네팔인들에게 숙소를 제공하고, 자파에서 칸찬푸르까지 테라이에 네팔인 정착촌을 조성하여 인도인들이 그들을 억압하지 못하도록 했다. 그는 또한 마낭 지역 주민들에게 여권을 제공하고 관세를 면제하여 그 지역 주민들이 자신들의 땅에서 약초를 재배하고 인근 지역에서 거래할 수 있도록 했다. 말라리아 박멸과 토지 정착 프로그램은 언덕 지역 인구의 테라이로의 대규모 이동에 기여하여 농업 면적의 대폭적인 증가를 가져왔다.

## 비판

### 민주주의 해체
마헨드라는 네팔 의회당 정부를 해산한 후 권력을 장악하고, 반대자들을 투옥했으며, 점진적으로 권위주의 통치로 나아갔다. 그는 정당을 반국가적 요소로 간주하고 무정당 체제를 선호하여 완전히 금지했다. 그는 자신이 민주주의 지지자이고 판차야트 체제가 민주적 정권이라고 믿었지만, 이러한 주장은 많은 사람들에게 거부당했다. 그는 또한 트리부반 국왕의 다당제 민주주의 수용과 제헌 의회 구성을 비판하고 반대했다. 마헨드라는 한때 "헌법은 국왕이 주는 것이다. 국민이 만드는 것이 아니다."(네팔어 번역)라고 말했다.

### 권위주의
마헨드라는 쿠데타 이후 절대 권력을 자신에게 부여하고 자신을 애국적이고 자비로운 통치자로 자리매김하려 했다. 그는 모든 비판자들을 억압하고 라디오, 신문, 팸플릿을 통해 선전 캠페인을 벌여 대중들 사이에서 인기를 높이고 자신을 신과 같은 존재로 확립했다. 비판자들은 그의 일국일어일군주 정책을 그의 권력 남용의 극치로 보기도 한다. 일부 사람들은 그가 개혁된 물루키 아인을 도입한 것이 사회에 평등을 가져오기 위한 것이 아니라 그를 암살하려 했던 반란의 브라만 지도자들에게 사형 선고를 내리기 위한 것이었다고 주장하기도 한다.
일부 비판자들은 마헨드라가 B.P. 코이랄라의 개발 계획을 훔쳐와 그 시대의 개발 과정의 설계자로 자신을 내세웠다고 주장한다. 마헨드라는 네팔군에 대한 자신의 지배력을 강화하기 위해 의식적인 노력을 기울였다.

### "일국일군주일어일복" 정책
마헨드라의 다문화 국가를 단일 문화로 통합하려는 노력은 진보주의자들로부터 심한 비판을 받았다. 이 시스템은 국가의 정체성을 언어로서의 네팔어, 국복으로서의 다우라-수루왈, 국교로서의 힌두교와 동일시했다. 모든 사람은 시민권, 여권, 운전면허증을 취득하기 위해 공식적인 목적으로 다카 토피를 착용해야 했다. 이는 다원주의 국가를 지배하고 국내의 많은 소수 집단의 존재를 완전히 무시한 일방적인 정책으로 비판받았다. 이 정책은 판차야트 시대 동안 '마헨드라마라'라는 제목의 네팔어 교과서에 전파되었다.

### 부유층을 위한 기관 설립 비난
많은 비평가들은 판차야트 제도를 부유층을 본질적으로 우대하는 기관으로, 마헨드라를 봉건 영주와 지주들의 수호성인으로 간주한다. 가네쉬 만 싱은 네팔 중앙은행의 설립을 비판하며 "지주와 우익 상인들의 이익을 위해 개설된 중앙은행은 가난한 사람들에게 이득이 되지 않는다"고 말했다.(네팔어 번역) 일부는 1960년 쿠데타가 당시 B.P. 코이랄라 정부가 봉건 영주들을 만족시키지 못했기 때문에 일어났다고 주장하기도 한다.

### 기념비 건설

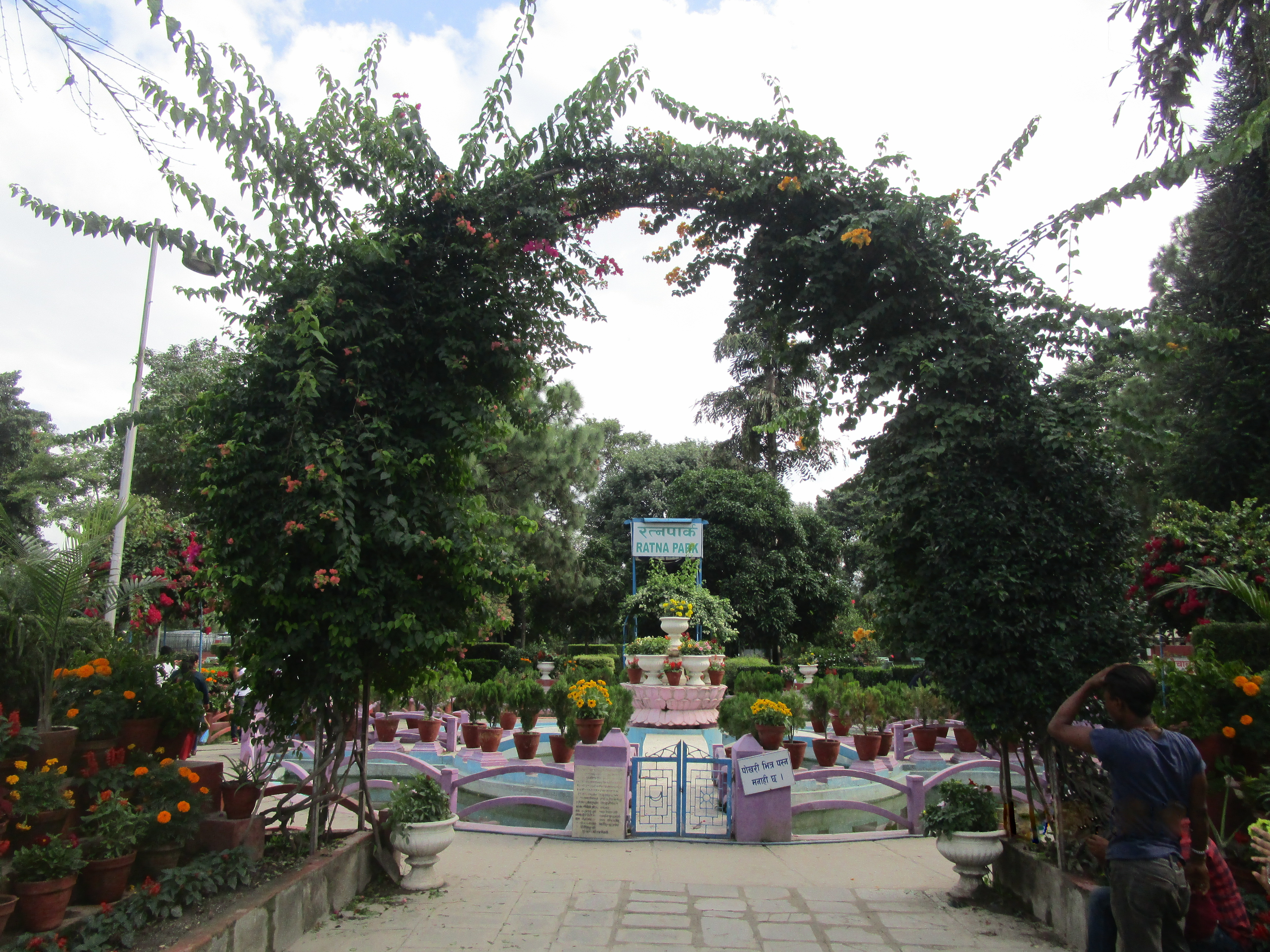
라트나 공원 입구

마헨드라는 자신과 아내를 위한 다양한 기념비와 동상을 건설하고, 여러 랜드마크, 학교, 공원에 자신과 가족의 이름을 붙인 것으로 비판받았다. 마헨드라 국왕의 아내 라트나 왕비의 이름을 딴 라트나 공원이 대표적인 예이다. 라트나파크의 라트나 라자 락슈미 데비 왕비의 동상은 BS 2062년에 공화주의 시위대에게 파손되었다. 카트만두 대도시시는 BS 2077년에 공원 이름을 샹크다르 우디안으로 변경하고 라트나 왕비의 동상 대신 샨카다르 샤크와의 동상을 세웠다. 마찬가지로, 프리트비 고속도로, 마헨드라 고속도로, 칸티 고속도로, 트리부반 공항 등 다양한 개발 프로젝트에 가족의 이름을 붙인 것은 일반 대중 사이에서 왕실의 이미지를 개선하려는 시도로 여겨졌다.

### 실패한 토지 개혁 정책
마헨드라가 도입한 토지 개혁 정책은 많은 사람들에게 주요 실패작으로 간주된다. 토지 개혁 노력은 1956년 토지 및 경작 기록 편집법의 제정으로 시작되었고, 이를 통해 정부는 소작인 기록을 작성하기 시작했으며, 1957년 토지법으로 이어졌다. 이 법들은 소규모 농민 증가에는 성공적이지 못하여 추가적인 노력이 필요했다. 1963년에 통과된 농업 재편성법은 소작농의 안보를 강조하고 토지 보유에 상한을 두었다. 마찬가지로, 1964년 토지 개혁법은 봉건적 토지 소유 관행을 종식시키고 농민의 권리를 확보했다. 그러나 법에는 허점이 있어 지주들이 대부분의 토지를 통제할 수 있었다. 이러한 정책들이 농민의 권리를 확보하는 데는 성공했지만, 토지 재분배에는 그렇지 못했다. 1972년까지 평균 토지 보유량은 여전히 적었다. 더욱이, 판차야트가 '모히야이 하크'를 통해 도입한 이중 토지 소유법은 앞으로 수십 년 동안 개발에 큰 장애물이 되었다.

### 자녀가 없는 두 번째 결혼
1950년 첫 아내 인드라 라자의 사망 후, 마헨드라 왕자는 처제 라트나와 사랑에 빠졌지만, 아버지 트리부반 국왕의 강력한 반대에도 불구하고 2년 후 라트나 라지알락슈미와 결혼했다. 이로 인해 그와 그의 아버지 사이의 관계는 긴장되었다. 마헨드라는 이 결혼으로 인해 많은 비판을 받았다. 일부 사람들은 그가 아버지를 불복하고 네팔 왕자의 복종을 무시한 것을 비판한다. 일부 사람들은 또한 그가 결혼 전에 새 아내를 불임으로 만들고 아내에게 어머니가 될 권리를 박탈한 것을 비판한다.

## 사망과 계승
마헨드라는 치트완에서 겨울 사냥 여행 중 두 번째 대규모 심장마비를 겪었고, 그의 신뢰하는 의사 미르겐드라 라지 판데이 박사와 사체이 쿠마르 파하리 박사의 치료를 받았다. 마헨드라 국왕은 안정적이지만 위독한 상태였고, 결국 1972년 1월 31일 바랏푸르 왕궁 디얄로 방갈라에서 사망했다. 그의 시신은 국장을 위해 헬리콥터로 카트만두로 옮겨졌다.
그의 26세 아들 비렌드라는 아버지 사망 직후 네팔 왕위를 계승했다. 그러나 그의 대관식은 힌두교 의식의 상서로운 날짜와 점성가들이 그 때가 상서롭다고 주장했기 때문에 29세가 된 1975년 2월 24일에야 거행되었다.

## 성격
역사학자들은 마헨드라를 야심찬 통치자로 정의한다. 그는 용감하고 선견지명이 있는 인물로, 어떤 단계도 망설이지 않을 것이었다.<ref>{{웹 인용|date=2019-12-25 |title=King Mahendra: A diehard nationalist |url=https://www.peoplesreview.com.np/2019/12/26/king-mahendra-a-diehard-nationalist-2/ |access-date=2022-07-30 |website=People's Review |archive-date=31 May 2022 |archive-url=https://web.archive.org/web/20220531145524/https://www.peoplesreview.com.np/201
1. ↑  “Late King Mahendra with his family”. 2015년 7월 23일에 원본 문서에서 보존된 문서. 2015년 7월 23일에 확인함.
2. 1 2  Baral, Lok Raj (1994). 《The Return of Party Politics in Nepal》. 《Journal of Democracy》 5. 121–133쪽. doi:10.1353/jod.1994.0012. ISSN 1086-3214.
3. 1 2  《Mahendra Mala》 (네팔어) 1판. Kathmandu: jwala printing house. 1974. 2022년 9월 29일에 원본 문서에서 보존된 문서. 2022년 6월 30일에 확인함.
4. 1 2 3  Pokhrel, Dr. Durga (2020). “श्री ५ रत्नको आमा बन्ने अधिकार हनन् भएको थियो”. 《Dcnepal》 (네팔어). 2022년 11월 6일에 원본 문서에서 보존된 문서. 2022년 6월 30일에 확인함.
5. 1 2  “इतिहासको आँखामा 'एक अत्याचार'”. 《ekantipur.com》 (네팔어). 2022년 7월 24일에 원본 문서에서 보존된 문서. 2022년 7월 24일에 확인함.
6. ↑  “जेठ ३० गते राजा महेन्द्रको जन्मजयन्ती, हेराैं राजा महेन्द्रका १० दुर्लभ तस्विर”. 《oldphotosofnepal.com》. 2023년 6월 21일에 원본 문서에서 보존된 문서. 2022년 7월 24일에 확인함.
7. ↑  “Selected Originals Nepal - Coronation Of...”. 2015년 7월 23일에 원본 문서에서 보존된 문서. 2015년 7월 23일에 확인함.
8. ↑  Pathé, British. “Nepal - Coronation Of King Mahendra”. 2022년 3월 17일에 원본 문서에서 보존된 문서. 2016년 7월 20일에 확인함.
9. ↑  “नेपाल राष्ट्र बैंकको स्थापना कहिले भएको हो ?”. 《नेपाल राष्ट्र बैंक》. 2020년 11월 13일. 2021년 12월 6일에 원본 문서에서 보존된 문서. 2022년 7월 11일에 확인함.
10. 1 2  “सर्वोच्च अदालत नेपाल”. 《supremecourt.gov.np》. 2022년 8월 4일에 원본 문서에서 보존된 문서. 2022년 6월 30일에 확인함.
11. ↑  गौतम, युवराज. “महेन्द्रले पत्याएका मान्छे”. 《nagariknews.nagariknetwork.com》 (네팔어). 2022년 5월 26일에 원본 문서에서 보존된 문서. 2022년 7월 11일에 확인함.
12. ↑  भण्डारी, कृष्णमुरारी (2016). “महाकविको कोट र बुद्धचित्तको बोट !”. 《Annapurna post》. 2022년 7월 30일에 원본 문서에서 보존된 문서. 2022년 7월 10일에 확인함.
13. 1 2  Levi, Werner (1959). 《Nepal's New Era》. 《Far Eastern Survey》 28. 150–156쪽. doi:10.2307/3024359. ISSN 0362-8949. JSTOR 3024359.
14. 1 2  Thapa, Hari Bahadur. “Vault of history XII: A colorful character”. 《The Annapurna Express》. 2022년 7월 6일에 원본 문서에서 보존된 문서. 2022년 7월 10일에 확인함.
15. ↑  “७० वर्षमा ७ संविधान, यस्तो छ नेपालको संविधानको इतिहास”. 《Imagekhabar - Online News Portal of Nepal》. 2022년 8월 9일에 원본 문서에서 보존된 문서. 2022년 6월 30일에 확인함.
16. ↑  “नेपालको संवैधानिक इतिहास”. 《nepalpatra》. 2019년 9월 20일. 2024년 6월 2일에 원본 문서에서 보존된 문서. 2022년 6월 30일에 확인함.
17. ↑  Setopati, सेतोपाटी संवाददाता. “४५ दिन लगाएर गरिएको २०१५ सालको चुनाव”. 《Setopati》. 2022년 9월 7일에 원본 문서에서 보존된 문서. 2022년 6월 30일에 확인함.
18. ↑  “हिमाल खबरपत्रिका | राजा झुक्किंदा भयो चुनाव”. 《nepalihimal.com》. 2020년 10월 10일에 원본 문서에서 보존된 문서. 2022년 6월 30일에 확인함.
19. 1 2  “केवल एक पार्टी प्रमुखले जितेका थिए पहिलो आमनिर्वाचन”. 《देशसञ्चार》. 2017년 12월 1일. 2022년 5월 24일에 원본 문서에서 보존된 문서. 2022년 6월 30일에 확인함.
20. ↑  “यशस्वी राजनेता बीपी कोइराला”. 《nepalmag.com.np》. 2022년 5월 26일에 원본 문서에서 보존된 문서. 2022년 6월 30일에 확인함.
21. ↑  “Nepal's Cabinet is Ousted by King; Mahendra Seizes Ministers as 'Anti-Nationalists' and Dissolves Parliament”. 《The New York Times》. 1960년 12월 16일. ISSN 0362-4331. 2022년 2월 5일에 원본 문서에서 보존된 문서. 2022년 6월 30일에 확인함.
22. ↑  “Good or bad, right or wrong, for better or for worse, King Mahendra bequeathed a legacy that has shaped the course of political events in Nepal for four long decades.”. 2019년 1월 20일에 원본 문서에서 보존된 문서. 2015년 7월 23일에 확인함.
23. ↑  Whelpton, John (2005). 《The monarchy in full control: 1961–1979》. Cambridge University Press. ISBN 978-0-521-80470-7. 2022년 7월 19일에 원본 문서에서 보존된 문서. 2020년 11월 16일에 확인함.
24. ↑  Mishra, S. G. (1982). "Royal Coup 1960 in Nepal". Proceedings of the Indian History Congress, 43, 754–765.
25. ↑  “Bisheshwor Prasad Koirala”. Spinybabbler.org. 1914년 9월 8일. 2013년 11월 11일에 원본 문서에서 보존된 문서. 2011년 8월 26일에 확인함.
26. ↑  “Permanent rebellion: The story of B.P. Koirala”. Hinduonnet.com. 2004년 11월 22일에 원본 문서에서 보존된 문서. 2011년 8월 26일에 확인함.
27. ↑  “B.P. Koirala, Former Prime Minister of Nepal”. 《The New York Times》. 1982년 7월 22일. ISSN 0362-4331. 2021년 5월 6일에 원본 문서에서 보존된 문서. 2021년 5월 6일에 확인함.
28. ↑  《The Constitution of Nepal, 1962》 (PDF). Kathmandu, Nepal: 네팔 정부. 1962. 3–5쪽. 2021년 3월 29일에 원본 문서 (PDF)에서 보존된 문서. 2021년 5월 30일에 확인함.
29. ↑  《राजा महेन्द्रले विपि कोइरालाको सरकार यसरी बर्खास्त गरे | King Mahendra Voice | Panchayat |》, 2020년 4월 9일, 2022년 7월 1일에 원본 문서에서 보존된 문서, 2022년 7월 1일에 확인함
30. ↑  Thapa, Hari Bahadur (2019년 9월 6일). “Ambitious and guileful Mahendra”. 《The Annapurna Express》. 2021년 5월 6일에 원본 문서에서 보존된 문서. 2021년 5월 6일에 확인함.
31. ↑  “Down came the king...Etihas ko ek kal khanda...Navaraj Subedi”. 2015년 7월 23일에 원본 문서에서 보존된 문서. 2015년 7월 23일에 확인함.
32. ↑  Savada, Andrea Matles; Harris, George Lawrence. (1993). “Nepal and Bhutan Country Studies”. 《Library of Congress Country Studies》. Federal Research Division. 2021년 4월 28일에 원본 문서에서 보존된 문서. 2015년 11월 2일에 확인함.
33. ↑  “The Koirala Complex”. 《Republica》. 2013년 11월 1일에 원본 문서에서 보존된 문서. 2013년 10월 31일에 확인함.
34. ↑  “The Panchayat System under King Mahendra”. 《Library of Congress Country Studies》. 2015년 10월 18일에 원본 문서에서 보존된 문서. 2013년 9월 4일에 확인함.
35. 1 2 3 4  KC, Pranab Kharel & Gaurab. “Reassessing Panchayat”. 《My Republica》. 2022년 6월 30일에 원본 문서에서 보존된 문서. 2022년 6월 30일에 확인함.
36. 1 2 3  “The king's song”. 《Himal Southasian》. 2003년 6월 1일. 2023년 1월 26일에 원본 문서에서 보존된 문서. 2022년 7월 9일에 확인함.
37. 1 2 3 4 5 6 7  “Nepal - The Panchayat System under King Mahendra”. 《countrystudies.us》. U.S. Department of the Army. 2014년 3월 31일에 원본 문서에서 보존된 문서. 2022년 7월 1일에 확인함.  본 문서에는 현재 퍼블릭 도메인에 속한 다음 저작물을 기초로 작성된 내용이 포함되어 있습니다: {{{1}}}
38. 1 2  Rose, Leo E. (1964). 《Nepal: The Quiet Monarchy》. 《Asian Survey》 4. 723–728쪽. doi:10.2307/3023581. ISSN 0004-4687. JSTOR 3023581. 2022년 6월 30일에 원본 문서에서 보존된 문서. 2022년 6월 30일에 확인함.
39. ↑  Baral, Lok Raj (1976). 《Party-Like Institutions in "Partyless" Polities: The GVNC in Nepal》. 《Asian Survey》 16. 672–681쪽. doi:10.2307/2643165. ISSN 0004-4687. JSTOR 2643165. 2022년 6월 30일에 원본 문서에서 보존된 문서. 2022년 6월 30일에 확인함.
40. ↑  Lentz III, Harris M. (2013), 《Heads of States and Governments Since 1945》 2판, London, New York: Routledge, 573, 574쪽, ISBN 978-1-134-26490-2
41. 1 2  Mulmi, Amish Raj (2021). 《All Roads Lead North》 (영어). Westland Books. 162쪽. ISBN 9789390679096.
42. 1 2  “First pro-republic martyr Durgananda Jha remembered - The Rising Nepal (TRN)”. 2015년 10월 1일. 2015년 10월 1일에 원본 문서에서 보존된 문서. 2022년 7월 18일에 확인함.
43. 1 2  रातोपाटी. “सहिद दुर्गानन्द झा जसलाई मृत्युदण्ड दिन कानुन नै संशोधन गर्नुपर्‍यो”. 《RatoPati》 (네팔어). 2022년 7월 18일에 원본 문서에서 보존된 문서. 2022년 7월 18일에 확인함. |title=에 너비 없는 결합 문자가 있음(위치 65) (도움말)
44. 1 2  “Nepal Executes a Brahmnin In First Such Punishment”. 《The New York Times》. 1964년 2월 2일. ISSN 0362-4331. 2022년 7월 19일에 원본 문서에서 보존된 문서. 2022년 7월 19일에 확인함.
45. ↑  नागरिक. “प्रजातान्त्रिक योद्धा अरविन्दकुमार”. 《nagariknews.nagariknetwork.com》 (네팔어). 2022년 5월 26일에 원본 문서에서 보존된 문서. 2022년 7월 18일에 확인함.
46. 1 2 3 4  Mocko, A. T. (2016). Demoting Vishnu: ritual, politics, and the unraveling of Nepal's Hindu monarchy. Oxford University Press.  page 36-37
47. ↑  Rana, Mani, and Dhurba Hari Adhikari.  Interview with B P Koirala 보관됨 26 7월 2022 - 웨이백 머신 (in Nepali), BBC London, 9 Nov. 2020, Accessed 26 July 2022.
48. 1 2  Basnyat, Prem Singh. “The king who saved Nepal”. 《My Republica》. 2022년 6월 30일에 원본 문서에서 보존된 문서. 2022년 6월 30일에 확인함.
49. ↑  “Revisiting King Mahendra's role in nation building! – Telegraph Nepal”. 2022년 2월 4일. 2022년 2월 19일에 원본 문서에서 보존된 문서. 2022년 7월 13일에 확인함.
50. ↑  “King Mahendra's role in nation building”. 《People's Review》. 2022년 2월 1일. 2022년 2월 2일에 원본 문서에서 보존된 문서. 2022년 7월 13일에 확인함.
51. ↑  Nepal, Review. “Memorial King Mahendra Who Kept Intact Nepal's Sovereignty”. 《Review Nepal News》 (영어). 2023년 7월 31일에 원본 문서에서 보존된 문서. 2023년 7월 31일에 확인함.
52. ↑  Cowan, Sam (2020년 1월 14일). “A worried monarch - The Record”. 《www.recordnepal.com》. 2021년 5월 6일에 원본 문서에서 보존된 문서. 2022년 7월 15일에 확인함.
53. ↑  Bhandari, S. (2014). Self-determination & constitution making in Nepal. Constituent Assembly.
54. ↑  Bhattrai, Gatta Raj (2021년 5월 18일). 《नेपाली जनता र नेपाली भाषा》 [네팔 국민과 네팔어]. 《MahendraMala》 (네팔어) 2 14판 (Kathmandu: Janak Education Material Centre). 171–181쪽. doi:10.5194/essd-2020-296-rc2.
55. ↑  “वर्तमान नेपाल र राजा महेन्द्र”. 《Nepalgunj News》. 2019년 12월 27일. 2023년 4월 5일에 원본 문서에서 보존된 문서. 2022년 6월 30일에 확인함.
56. 1 2  bizmandu.com (2016년 11월 15일). “भारु हटाएर नेपाली रुपैयाँ चलाउन खुलेको थियो राष्ट्र बैंक, पहिलो गभर्नरको अनुभव”. 《www.bizmandu.com》. 2021년 5월 12일에 원본 문서에서 보존된 문서. 2022년 6월 30일에 확인함.
57. ↑  Bandhu, C. M. (1989). The role of the Nepali language in establishing the national unity and identity of Nepal.
58. ↑  diwakar (2021년 1월 1일). “How Nepali is Nepali topi? - OnlineKhabar English News”. 2022년 6월 26일에 원본 문서에서 보존된 문서. 2022년 6월 30일에 확인함.
59. ↑  Khatri, Prithubir (2018). “Daura and Suruwal: Their history & journey”. 《thehimalayantimes.com》. 2022년 6월 30일에 원본 문서에서 보존된 문서. 2022년 6월 30일에 확인함.
60. ↑  Birkenholtz, Jessica Vantine (2020년 11월 25일). 《Hinduizing Nepal's Hindus: Making Modern Hinduism in Medieval Nepal》. 《Journal of South Asian Intellectual History》 2. 180–200쪽. doi:10.1163/25425552-12340017. ISSN 2542-5544. S2CID 230641339. 2022년 6월 30일에 원본 문서에서 보존된 문서. 2022년 6월 30일에 확인함.
61. ↑  “Hindu identity on the march in Nepal | ReligionWatch | An Online Publication of Baylor Institute for Studies of Religion”. 2022년 5월 29일에 원본 문서에서 보존된 문서. 2022년 6월 30일에 확인함.
62. 1 2 3  “कसरी बनाए महेन्द्रले स्वाधीन र सार्वभौम नेपाल ?”. 《Naya Page》. 2018년 2월 2일. 2023년 4월 4일에 원본 문서에서 보존된 문서. 2022년 6월 30일에 확인함.
63. 1 2 3 4  गौतम, युवराज. “राजा महेन्द्रको सपना”. 《nagariknews.nagariknetwork.com》 (네팔어). 2022년 5월 26일에 원본 문서에서 보존된 문서. 2022년 6월 30일에 확인함.
64. ↑  “flag of Nepal | Britannica”. 《www.britannica.com》. 2020년 11월 18일에 원본 문서에서 보존된 문서. 2022년 7월 9일에 확인함.
65. ↑  Onlinekhabar (2021년 7월 17일). “Nepal recently got its 17th national hero. Know all of them here - OnlineKhabar English News”. 《onlinekhabar.com》. 2021년 7월 17일에 원본 문서에서 보존된 문서. 2022년 7월 13일에 확인함.
66. 1 2  Tzou, Byron N. (1990). 《China and International Law: The Boundary Disputes》. Greenwood Publishing Group. 32쪽. ISBN 978-0-275-93462-0. 2024년 6월 2일에 원본 문서에서 보존된 문서. 2022년 6월 30일에 확인함.
67. ↑  “As Non-Aligned Movement marks 60 years, many are questioning its relevance”. 《kathmandupost.com》. 2022년 5월 26일에 원본 문서에서 보존된 문서. 2022년 6월 30일에 확인함.
68. ↑  “Non-Alignment Movement and Nepal – Telegraph Nepal”. 2022년 5월 16일. 2022년 6월 20일에 원본 문서에서 보존된 문서. 2022년 6월 30일에 확인함.
69. ↑  Adhikari, M. (2012). Between the Dragon and the Elephant: Nepal's Neutrality Conundrum. Indian Journal of Asian Affairs, 25 (1/2), 83–97.JSTOR 41950522
70. ↑  “Nepal Permanent Mission to the United Nations”. 《www.un.int》. 2022년 6월 30일에 원본 문서에서 보존된 문서. 2022년 6월 30일에 확인함.
71. ↑  “5 Facts About Nepal's UN Membership”. 《thediplomat.com》. 2022년 3월 24일에 원본 문서에서 보존된 문서. 2022년 7월 1일에 확인함.
72. ↑  Rastriya Samachar Samiti (2021). “UN-Day: Nepal's UN Security Council journey”. 《nepalnews.com》. 2022년 5월 26일에 원본 문서에서 보존된 문서. 2022년 7월 1일에 확인함.
73. ↑  U.N. General Assembly, 25th session. Official Record of One Thousand Seven Hundred and Ninth Meeting 보관됨 21 6월 2023 - 웨이백 머신 Held at Headquarters, New York, On Friday, 1 November 1968. (A/PV.1709) 1 November 1968.
74. ↑  “Nepal | United Nations Security Council”. 《www.un.org》. 2022년 7월 1일에 원본 문서에서 보존된 문서. 2022년 7월 1일에 확인함.
75. ↑  प्लस, नेपाल टुरिजम. “Nepal-China Boundary Treaty: An example of peaceful Himalayan frontiers”. 《Nepal Tourism Plus》. 2023년 6월 21일에 원본 문서에서 보존된 문서. 2022년 7월 10일에 확인함.
76. ↑  Shrestha, B. N. (2013). The natural environment and the shifting borders of Nepal 보관됨 18 1월 2022 - 웨이백 머신. Eurasia Border Review, 4 (2), 57-74.
77. 1 2 3 4 5 6  Yang, Eunmo (2007). “Modernization of Nepal under the Shah Dynasty, 1951-1991”. 《www.zum.de》. Korean Minjok Leadership Academy International Program. 2022년 10월 5일에 원본 문서에서 보존된 문서. 2022년 7월 26일에 확인함.
78. ↑  Paudel, H. (2006). The implementation of privatisation policy: case studies from Nepal (Doctoral dissertation, Bonn, Univ., Diss., 2005).
79. ↑  Skerry, Christa; Kerry, Moran; Kay, Calavan (May 1992). 《Four Decades of Development. History of US assistance to Nepal》 (영어) 2판. Kathmandu: The United States Agency for International Development (USAID). 146–147쪽.
80. 1 2 3  Shrestha, H. M. (2017). Facts and figures about hydropower development in Nepal 보관됨 18 7월 2022 - 웨이백 머신 Hydro Nepal: Journal of Water, Energy and Environment, 20, 1-5.
81. ↑  “Introduction | About Us”. 《www.nepalstock.com》. 2022년 7월 21일에 원본 문서에서 보존된 문서. 2022년 7월 21일에 확인함.
82. 1 2  “History of Stock Market in Nepal”. 《Bankingkhabar》. 2018년 8월 2일. 2022년 7월 6일에 원본 문서에서 보존된 문서. 2022년 7월 21일에 확인함.
83. 1 2 3  “5 interesting facts about Nepal Rastra Bank - OnlineKhabar English News”. 2020년 9월 25일. 2024년 6월 2일에 원본 문서에서 보존된 문서. 2022년 6월 29일에 확인함.
84. 1 2 3  《Nepal Rastra Bank then now and ahead》 2판. Kathmandu: Nepal Rastra Bank. 2016. ISBN 978-9937-0-0816-7.
85. ↑  “A Tribute to Late King Mahendra of Nepal”. 《Enepalese》. 2022년 5월 7일에 원본 문서에서 보존된 문서. 2022년 6월 29일에 확인함.
86. 1 2  “Pegged currency system and implication in Nepal”. 《nepaleconomicforum.org》. 2022년 3월 27일에 원본 문서에서 보존된 문서. 2022년 6월 29일에 확인함.
87. 1 2 3  Man Singh, Mahendra (2013). 《Forever Incomplete: The Story of Nepal》. New Delhi: Sage publications. ISBN 978-81-321-1805-3.
88. ↑  《Nepal Rastra Bank in 50 years》. Kathmandu: Nepal Rastra Bank. 2005.
89. ↑  《40 years of NRB》. Kathmandu: Nepal Rastra Bank. 2004. 2쪽.
90. 1 2  “Golden Jubilee Publications-Notes and Coins of Nepal” (PDF). 《www.nrb.org.np/》. 2021년 11월 10일에 원본 문서 (PDF)에서 보존된 문서. 2022년 6월 30일에 확인함.
91. ↑  Bertsch, Wolfgang (2009). 《The Legends on the Banknotes of Nepal》. 《International Banknote Society (IBNS) Journal》 48. 39–44쪽.
92. ↑  Magazine, New Spolight. “Reminiscences And Reflections”. 《SpotlightNepal》. 2023년 6월 21일에 원본 문서에서 보존된 문서. 2022년 6월 29일에 확인함.
93. ↑  “Bank Notes of Nepal”. 《www.nuphil.com》. 2023년 6월 21일에 원본 문서에서 보존된 문서. 2022년 6월 29일에 확인함.
94. ↑  Matangi Maskay, Nephil (2007). 《A Study of the Trends in the Nepalese-Indian Currency Exchange Rate during the Period of 1932–1960》. 《Nepal Rastra Bank, Research Department.》.
95. ↑  “Nepal and the World Bank: Four Decades of Development Partnerships”. 《World Bank》. 2022년 6월 29일에 원본 문서에서 보존된 문서. 2022년 6월 29일에 확인함.
96. ↑  Khatri, M. B. (2018). Industrial development in Nepal: Problems and prospects. Economic Journal of Nepal, 41 (3-4), 25-40.
97. ↑  “Blast at oxygen plant prompts calls to shift hazardous industries”. 《kathmandupost.com》 (영어). 2023년 7월 31일에 원본 문서에서 보존된 문서. 2023년 7월 31일에 확인함.
98. ↑  “PATAN INDUSTRIAL DISTRICT”. 《INDUSTRIAL DISTRICT MANAGEMENT》. 2023년 7월 31일에 원본 문서에서 보존된 문서. 2023년 7월 31일에 확인함.
99. ↑  “Hetauda Industrial EState Provides Rs 12 Billion In Revenues To Government”. 《Investopaper》 (미국 영어). 2023년 7월 31일에 원본 문서에서 보존된 문서. 2023년 7월 31일에 확인함.
100. ↑  “Agreement on setting up Industrial Estates in Nepalganj and Dharan”. 《Ministry of External Affairs India》 (영어). 1972년 5월 10일. 2023년 7월 31일에 원본 문서에서 보존된 문서. 2023년 7월 31일에 확인함.
101. ↑  “Sweet hopes of bringing Birgunj Sugar Mill back to life turn bitter”. 《kathmandupost.com》 (영어). 2023년 6월 21일에 원본 문서에서 보존된 문서. 2023년 7월 31일에 확인함.
102. ↑  “Birgunj sugar mill stir: Govt signs 7-point pact with stakeholders”. 《CESLAM》 (영국 영어). 2023년 7월 31일에 원본 문서에서 보존된 문서. 2023년 7월 31일에 확인함.
103. ↑  Einsiedel, Sebastian von; Malone, David M.; Pradhan, Suman (2012년 3월 12일). 《Nepal in Transition: From People's War to Fragile Peace》 (영어) 1판. delhi: Cambridge University Press. 115쪽. ISBN 978-1-107-37809-4. 2023년 10월 4일에 원본 문서에서 보존된 문서. 2023년 8월 23일에 확인함.
104. ↑  RSS (2023년 7월 23일). “61 years' history of Janakpur Cigarette Factory”. 《www.nepalnews.com》. 2023년 7월 31일에 원본 문서에서 보존된 문서. 2023년 7월 31일에 확인함.
105. ↑  “5 foreign firms interested in reviving Janakpur Cigarette Factory”. 《kathmandupost.com》 (영어). 2023년 7월 31일에 원본 문서에서 보존된 문서. 2023년 7월 31일에 확인함.
106. ↑  “पाँच महिनामा १४ करोड बराबरको नून बिक्री”. 《GorakhaPatra》. 2023년 6월 21일에 원본 문서에서 보존된 문서. 2022년 7월 21일에 확인함.
107. ↑  “Govt decides to scrap National Trading Limited”. 《kathmandupost.com》. 2022년 7월 21일에 원본 문서에서 보존된 문서. 2022년 7월 21일에 확인함.
108. ↑  “National Trading Limited---Objective”. 《national trading》. 2008년 12월 4일. 2008년 12월 4일에 원본 문서에서 보존된 문서. 2022년 7월 21일에 확인함.
109. ↑  “Harisiddhi Bricks & Tiles Factory Ltd.”. 《www.hbtf.info》. 2023년 6월 21일에 원본 문서에서 보존된 문서. 2022년 7월 1일에 확인함.
110. ↑  Pathé, British. “Nepal: King Mahendra Inaugurates Chinese-Aided Factory In Kathmandu.”. 《www.britishpathe.com》. 2024년 6월 2일에 원본 문서에서 보존된 문서. 2022년 7월 1일에 확인함.
111. ↑  Pathé, British. “Nepal: Chinese Tannery Begins Production”. 《www.britishpathe.com》. 2024년 6월 2일에 원본 문서에서 보존된 문서. 2022년 8월 2일에 확인함.
112. ↑  “Domestic Footwear Industry Flourishes”. 《www.newbusinessage.com》. 2016년 11월 6일. 2023년 4월 4일에 원본 문서에서 보존된 문서. 2022년 6월 30일에 확인함.
113. ↑  “Organization Profile”. 《Dairy Development Corporation》. 2022년 10월 1일에 원본 문서에서 보존된 문서. 2022년 10월 1일에 확인함.
114. ↑  Acharya, Bodha Hari; Basnet, Mohan Bahadur (2009). "Supply Chain Challenges in Dairy Development Corporation, Nepal".
115. ↑  Joshi, Bishop (2012). 《From a General Hospital to National Children's Hospital》.
116. ↑  Anand, Nithya (1990). “Strengthening the Royal Drugs Research Laboratory: Nepal : Terminal Report”. 《www.unido.org》. 2022년 7월 23일에 원본 문서에서 보존된 문서. 2022년 7월 23일에 확인함.
117. ↑  “National Medicines Laboratory”. 《www.nml.gov.np》. 2022년 7월 24일에 원본 문서에서 보존된 문서. 2022년 7월 23일에 확인함.
118. ↑  “Nepal Aushadhi Limited – Nepal Aushadhi Limited”. 2021년 3월 2일에 원본 문서에서 보존된 문서. 2022년 7월 23일에 확인함.
119. ↑  “About – Institute of Medicine”. 2022년 7월 17일에 원본 문서에서 보존된 문서. 2022년 7월 17일에 확인함.
120. 1 2 3  “History”. 《미국 국제개발처》. 2013년 1월 2일. 2022년 7월 4일에 원본 문서에서 보존된 문서. 2022년 7월 23일에 확인함.
121. ↑  Marasini, B. (2020). 《Health System Development in Nepal》. 《Journal of Nepal Medical Association》 58. 65–68쪽. doi:10.31729/jnma.4839. PMC 7580485. PMID 32335645.
122. ↑  Marasini, Babu Ram (2003). 《Health and Hospital Development in Nepal: Past and Present》. 《Journal of Nepal Medical Association》 42. 306–311쪽. doi:10.31729/jnma.654.
123. ↑  “Sweet hopes of bringing Birgunj Sugar Mill back to life turn bitter”. 《kathmandupost.com》. 2022년 7월 21일에 원본 문서에서 보존된 문서. 2022년 7월 21일에 확인함.
124. ↑  “The history of tea in Nepal, its origins, growing area”. 《www.nepaldreamtea.com》. 2022년 7월 30일에 원본 문서에서 보존된 문서. 2022년 7월 30일에 확인함.
125. ↑  “National Tea and Coffee Development Board :: Government of Nepal”. 《www.teacoffee.gov.np》. 2022년 7월 3일에 원본 문서에서 보존된 문서. 2022년 7월 1일에 확인함.
126. ↑  Thapa, Ajit N.S. "Concept Paper on Study of Nepalese Tea Industry – Vision 2020-". Nepal Tree Crop Global Development Alliance (NTCGDA), Winrock International. Archived from the original on 24 July 2011. Retrieved 7 October 2011.
127. ↑  “Krishi Samagri Company Ltd.”. 《www.kscl.gov.np》. 2022년 7월 13일에 원본 문서에서 보존된 문서. 2022년 7월 21일에 확인함.
128. ↑  Setopati, सुनिता सिटौला. “एक मात्र कृषि औजार उत्पादक कारखानाको हरिविजोग!”. 《Setopati》. 2022년 10월 1일에 원본 문서에서 보존된 문서. 2022년 10월 1일에 확인함.
129. ↑  रातोपाटी. “२७ वर्षअघि बन्द वीरगञ्ज कृषि औजार कारखाना सञ्चालन कति सम्भव ?”. 《RatoPati》 (네팔어). 2022년 8월 14일에 원본 문서에서 보존된 문서. 2022년 7월 21일에 확인함.
130. ↑  बलिराम यादव (2022년 5월 16일). “कृषि औजार कारखाना यथास्थितीमा चल्न सक्छ, चिनी कारखाना बहसको विषय हो : पूर्व कर्मचारीहरु”. 《कृषि औजार कारखाना यथास्थितीमा चल्न सक्छ, चिनी कारखाना बहसको विषय हो : पूर्व कर्मचारीहरु》. 2022년 7월 21일에 원본 문서에서 보존된 문서. 2022년 7월 21일에 확인함.
131. 1 2  Khanal, Arun. 《Dry Fruit Development Center, Satbanjh Baitadi, Nepal》. 2023년 6월 21일에 원본 문서에서 보존된 문서. 2022년 7월 23일에 확인함.
132. 1 2  “How climate change is altering apple farming across Mustang”. 《kathmandupost.com》. 2022년 7월 23일에 원본 문서에서 보존된 문서. 2022년 7월 23일에 확인함.
133. ↑  “Introduction | THDC Mustang”. 《thdcmustang.gov.np》. 2022년 7월 23일에 원본 문서에서 보존된 문서. 2022년 7월 23일에 확인함.
134. ↑  “खम्पा काण्ड : नेपालबाट मुस्ताङलाई टुक्य्राएर तिब्बत कब्जा गर्न विदेशीले गराएको विद्रोह !”. 《Swadesh Nepal》. 2020년 1월 28일. 2022년 7월 23일에 원본 문서에서 보존된 문서. 2022년 7월 23일에 확인함.
135. ↑  “Forbidden Fruit - Nepali Times”. 《archive.nepalitimes.com》. 2022년 7월 30일에 원본 문서에서 보존된 문서. 2022년 7월 30일에 확인함.
136. ↑  Amgai, S., Dutta, J. P., Regmi, P. P., & Dangol, D. R. (2015). Analysis of marketing practices of apple in Mustang district of Nepal 보관됨 23 7월 2022 - 웨이백 머신. Agric. Dev. J, 11, 2091-0746.
137. ↑  Nepal government, The Timber Corporation of Nepal. “Introduction”. 《네팔 원자력 공사》 (네팔어). 2021년 10월 23일에 원본 문서에서 보존된 문서. 2022년 7월 23일에 확인함.
138. ↑  Choegyal, Lisa. “Nepal's tourism now has to re-start from zero”. 2022년 7월 2일에 원본 문서에서 보존된 문서. 2022년 7월 2일에 확인함.
139. 1 2 3 4  Agarwal, M. K., & Upadhyay, R. P. (2006). Tourism and economic development in Nepal. Northern Book Centre. page 292-293
140. ↑  UNWTO (2016). 《Compilation of UNWTO Recommendations, 1975–2015》. 《UNWTO elibrary》. doi:10.18111/9789284417797. ISBN 978-92-844-1779-7. 2022년 10월 5일에 원본 문서에서 보존된 문서. 2022년 7월 20일에 확인함.
141. ↑  “Boris- Nepali Times”. 《archive.nepalitimes.com》. 2022년 7월 20일에 원본 문서에서 보존된 문서. 2022년 7월 20일에 확인함.
142. ↑  साहित्यपोस्ट (2020년 6월 12일). “रारा कि अप्सरा?”. 《sahitya post》. 2022년 7월 21일에 원본 문서에서 보존된 문서. 2022년 7월 20일에 확인함.
143. ↑  “Remembering Rara”. 2023년 9월 23일에 원본 문서에서 보존된 문서. 2022년 7월 20일에 확인함.
144. ↑  “Rara: A piece of heaven on the Earth - Tourismmail.com”. 《www.tourismmail.com》. 2022년 7월 20일에 원본 문서에서 보존된 문서. 2022년 7월 20일에 확인함.
145. ↑  abc (2018년 4월 21일). “Rara, the Apsara of Heaven (With Video)”. 《ABC News Nepal》 (네팔어). 2022년 7월 21일에 원본 문서에서 보존된 문서. 2022년 7월 21일에 확인함.
146. ↑  “A Short History of Hotels in Nepal”. 《ECS Nepal》. 2022년 7월 20일에 원본 문서에서 보존된 문서. 2022년 7월 20일에 확인함.
147. ↑  “Corporate History and Milestones”. 《soalteehotel.com》. 2022년 7월 20일에 원본 문서에서 보존된 문서. 2022년 7월 20일에 확인함.
148. 1 2  Shakya, S. (2013). Unleashing Nepal. Penguin UK.
149. ↑  “History”. 《www.mountaintravelnepal.com》. 2022년 6월 30일에 원본 문서에서 보존된 문서. 2022년 7월 20일에 확인함.
150. ↑  “History”. 《Hotel Association Nepal》. 2022년 6월 30일에 원본 문서에서 보존된 문서. 2022년 7월 20일에 확인함.
151. ↑  “It's a gamble- Nepali Times”. 《archive.nepalitimes.com》. 2022년 7월 20일에 원본 문서에서 보존된 문서. 2022년 7월 20일에 확인함.
152. ↑  Butler, R., & Suntikul, W. (Eds.). (2017). Tourism and political change. Goodfellow Publishers Ltd. page 150-155
153. 1 2  “UN Digital Library Nepal: Document History”. 《un.info.np》. 2018년 9월 11일에 원본 문서에서 보존된 문서. 2022년 7월 1일에 확인함.
154. 1 2  “Secretary-General Pays Official Visits to Five Asian Countries”. 《dam.media.un.org》. 1967년 4월 13일. 2023년 6월 21일에 원본 문서에서 보존된 문서. 2022년 7월 1일에 확인함.
155. 1 2  Dixit, Kunda (2019년 5월 17일). “U Thant, Kenzō Tange and the Buddha's birthplace”. 2022년 7월 1일에 원본 문서에서 보존된 문서. 2022년 7월 1일에 확인함.
156. 1 2  “Lumbini Rediscovered – Lumbini Museum”. 2022년 5월 22일에 원본 문서에서 보존된 문서. 2022년 7월 1일에 확인함.
157. ↑  “The rise and fall of the Hippie Trail”. 《Open Skies》. 2019년 10월 31일. 2022년 7월 6일에 원본 문서에서 보존된 문서. 2022년 7월 20일에 확인함.
158. ↑  “The Garden of Eden”. 《kathmandupost.com》. 2022년 7월 20일에 원본 문서에서 보존된 문서. 2022년 7월 20일에 확인함.
159. ↑  Arthasansar. “सातै प्रदेशमा पर्यटन तथा होटल व्यवस्थापन प्रतिष्ठान खोल्ने सरकारको तयारी”. 《arthasansar.com》. 2023년 6월 21일에 원본 문서에서 보존된 문서. 2022년 7월 16일에 확인함.
160. ↑  “Nathm”. 《nathm.gov.np》. 2022년 7월 21일에 원본 문서에서 보존된 문서. 2022년 7월 21일에 확인함.
161. ↑  Bista, Raghu Krishna (2000년 1월 1일). 《Tourism policy possibilities and destination service quality management in Nepal》. 2023년 6월 21일에 원본 문서에서 보존된 문서. 2022년 7월 21일에 확인함.
162. ↑  “'Promising new beginning in Russia-Nepal relations'”. 《kathmandupost.com》. 2022년 6월 30일에 원본 문서에서 보존된 문서. 2022년 6월 30일에 확인함.
163. ↑  “Agreement on Construction of East West Highway”. 《mea.gov.in》. 2022년 7월 30일에 원본 문서에서 보존된 문서. 2022년 6월 30일에 확인함.
164. ↑  Adam Matthew Digital (Firm), 편집. (2012). 《UK aid for road-building in Nepal: East-West Highway》. Marlborough, Wiltshire: Adam Matthew Digital. 2023년 3월 2일에 원본 문서에서 보존된 문서. 2022년 6월 30일에 확인함.
165. ↑  Pulipaka, S., NR, A. S., Harshini, M., Deepalakshmi, V. R., & Korrapati, K. (2018). India's development assistance and connectivity projects in Nepal.
166. ↑  “बुटवल–नारायणगढ सडक : महेन्द्रले बनाएको राजमार्ग ओलीले चौडा गर्दै”. 《www.hamropatro.com》. 2022년 7월 30일에 원본 문서에서 보존된 문서. 2022년 6월 30일에 확인함.
167. ↑  Rankin, K., Sigdel, T., Rai, L., Kunwar, S., & Hamal, P. (2017). Political economies and political rationalities of road building in Nepal. Studies in Nepali History and Society, 22 (1), 43-84.
168. ↑  Hörmann, André  (2021). Mahendra highway. Salzgeber, Deutschland.
169. ↑  Dhungel, Aditya Man Shrestha and Dwarika Nath. “Nostalgic for King Mahendra”. 《My Republica》. 2022년 6월 30일에 원본 문서에서 보존된 문서. 2022년 6월 30일에 확인함.
170. ↑  “कोदारी राजमार्ग बनेपछि...”. 《nepalmag.com.np》. 2022년 5월 26일에 원본 문서에서 보존된 문서. 2022년 6월 30일에 확인함.
171. ↑  “All roads lead to Kathmandu- Nepali Times”. 《archive.nepalitimes.com》. 2022년 7월 23일에 원본 문서에서 보존된 문서. 2022년 7월 23일에 확인함.
172. ↑  “५२ वर्षअघि यसरी बन्यो कोदारी राजमार्ग”. 《Naya Patrika》. 2022년 6월 10일에 원본 문서에서 보존된 문서. 2022년 6월 30일에 확인함.
173. 1 2  “Through China and Nepal, friendship will last forever!--Seetao”. 《www.facebook.com》. 2024년 6월 2일에 원본 문서에서 보존된 문서. 2022년 7월 20일에 확인함.
174. ↑  “बाइरोडको बाटोमा. . .”. 《Himal Khabar》. 2022년 7월 7일에 원본 문서에서 보존된 문서. 2022년 7월 7일에 확인함.
175. ↑  “Strategic aid- Nepali Times”. 《archive.nepalitimes.com》. 2022년 6월 30일에 원본 문서에서 보존된 문서. 2022년 6월 30일에 확인함.
176. ↑  “A Tribute to Late King Mahendra of Nepal”. 《Enepalese》. 2022년 5월 7일에 원본 문서에서 보존된 문서. 2022년 7월 1일에 확인함.
177. ↑  Dhakal, Sanjaya (2001년 5월 25일). “Kanti Rajpath” (PDF). 《Spotlight Nepal》. 10–11면. 2019년 8월 7일에 원본 문서 (PDF)에서 보존된 문서. 2021년 10월 9일에 확인함.
178. ↑  diwakar (2017년 6월 25일). “Kanti Rajpath getting blacktopped after 60 years of construction - OnlineKhabar English News”. 2019년 5월 20일에 원본 문서에서 보존된 문서. 2022년 7월 7일에 확인함.
179. ↑  “IBN studying possibility of reviving Hetauda ropeway”. 《kathmandupost.com》. 2021년 6월 14일에 원본 문서에서 보존된 문서. 2022년 7월 23일에 확인함.
180. ↑  “Rust in peace- Nepali Times”. 《archive.nepalitimes.com》. 2022년 7월 4일에 원본 문서에서 보존된 문서. 2022년 7월 23일에 확인함.
181. 1 2  “Nepal - Economy | Britannica”. 《www.britannica.com》. 2022년 7월 26일에 원본 문서에서 보존된 문서. 2022년 7월 26일에 확인함.
182. ↑  “Tribhuvan International Airport”. 《Tribhuvan International Airport》. 2020년 4월 11일에 원본 문서에서 보존된 문서. 2020년 4월 11일에 확인함.
183. ↑  CAAN (2014). 《Civil Aviation Report 2014》 (PDF). Kathmandu: Civil Aviation Authority of Nepal (CAAN). 3–5쪽. 2022년 6월 29일에 원본 문서 (PDF)에서 보존된 문서. 2022년 7월 24일에 확인함.
184. ↑  “Timeline of Nepal Aviation, glimpse from 1949 to 2020”. 《Aviation Nepal》. 2020년 11월 21일. 2022년 9월 25일에 원본 문서에서 보존된 문서. 2022년 7월 24일에 확인함.
185. ↑  Tours, Own Way Travel and. 《A Study of Customer Satisfaction in Nepal Airlines Corporation》. 2023년 6월 21일에 원본 문서에서 보존된 문서. 2022년 7월 1일에 확인함.
186. ↑  Whelpton, John (2005년 2월 17일). 《A History of Nepal》. Cambridge University Press. 130쪽. ISBN 978-0-521-80470-7. 2023년 6월 21일에 원본 문서에서 보존된 문서. 2022년 7월 28일에 확인함.
187. ↑  “CAAN - About US”. 《caanepal.gov.np》. 2023년 6월 23일에 원본 문서에서 보존된 문서. 2022년 7월 9일에 확인함.
188. ↑  aviation nepal (2019년 9월 2일). “Janakpur Airport gets a new look with the new terminal building”. 《Aviation Nepal》 (미국 영어). 2023년 7월 31일에 원본 문서에서 보존된 문서. 2023년 7월 31일에 확인함.
189. ↑  “Palungtar Airport in Gorkha in dreadful condition without any maintenance”. 《Aviation Nepal》 (미국 영어). 2016년 11월 10일. 2023년 7월 31일에 원본 문서에서 보존된 문서. 2023년 7월 31일에 확인함.
190. ↑  Nepal, CAAN. “ABOUT AIRPORT”. 《NepalGunj airport》. 2023년 7월 31일에 원본 문서에서 보존된 문서. 2023년 7월 31일에 확인함.
191. ↑  “Meghauli Airport resumes operation (In photos)”. 《kathmandupost.com》 (영어). 2023년 7월 31일에 원본 문서에서 보존된 문서. 2023년 7월 31일에 확인함.
192. ↑  PATHAK, ANURUP (2017년 7월 25일). “Chandragdi Airport sees improvement with introduction of enhanced security screening systems”. 《Aviation Nepal》 (미국 영어). 2017년 8월 5일에 원본 문서에서 보존된 문서. 2023년 7월 31일에 확인함.
193. ↑  nepal, civil aviation. “surkhet airport” (PDF). 《civil aviation authority nepal》. 2022년 12월 6일에 원본 문서 (PDF)에서 보존된 문서.
194. ↑  “Rumjatar Airport”. 《nepaltraveller.com》 (영어). 2023년 7월 31일에 원본 문서에서 보존된 문서. 2023년 7월 31일에 확인함.
195. ↑  “Aviation diplomacy”. 《kathmandupost.com》. 2022년 7월 24일에 원본 문서에서 보존된 문서. 2022년 7월 24일에 확인함.
196. ↑  《King Mahendra & Sajha Yatayat - History of bus transportation in Nepal》, 2021년 8월 15일, 2022년 7월 8일에 원본 문서에서 보존된 문서, 2022년 7월 8일에 확인함
197. ↑  Longtail-e-media. “History of Sajha yatayat”. 《www.sajhayatayat.com.np》. 2023년 1월 9일에 원본 문서에서 보존된 문서. 2022년 7월 8일에 확인함.
198. ↑  “Lakeside royal palace still out of citizen reach”. 《The Annapurna Express》. 2021년 6월 21일에 원본 문서에서 보존된 문서. 2022년 6월 30일에 확인함.
199. ↑  “यसरी उद्घाटन भएको थियो, तिलगंगास्थित गल्फ कोर्स”. 《Nepal Live》. 2023년 6월 21일에 원본 문서에서 보존된 문서. 2022년 7월 7일에 확인함.
200. ↑  “Race against time”. 《kathmandupost.com》. 2022년 5월 26일에 원본 문서에서 보존된 문서. 2022년 7월 1일에 확인함.
201. ↑  Himalayan News Service (2017년 7월 19일). “Diyalo Bangala museum project in limbo”. 《thehimalayantimes.com》. 2018년 2월 22일에 원본 문서에서 보존된 문서. 2022년 7월 11일에 확인함.
202. 1 2  “India, Nepal discuss Gandak, Kosi projects in Patna”. 《Hindustan Times》. 2022년 4월 12일. 2022년 7월 16일에 원본 문서에서 보존된 문서. 2022년 7월 16일에 확인함.
203. ↑  Dinesh Kumar Mishra. (1997). The Bihar Flood Story. Economic and Political Weekly, 32 (35), 2206–2217. JSTOR 4405794
204. ↑  “Nehru Goes to Nepal to Inaugurate Dam”. 《The New York Times》. 1964년 5월 5일. ISSN 0362-4331. 2022년 7월 16일에 원본 문서에서 보존된 문서. 2022년 7월 16일에 확인함.
205. ↑  “What Are Russia's Interests in Nepal?”. 《Australian Institute of International Affairs》. 2022년 7월 4일에 원본 문서에서 보존된 문서. 2022년 8월 1일에 확인함.
206. ↑  Magazine, New Spolight. “MELAMCHI PROJECT Water At The Tap”. 《SpotlightNepal》. 2022년 6월 30일에 원본 문서에서 보존된 문서. 2022년 7월 18일에 확인함.
207. ↑  China's Nepalese friendship road leads to the heart of India's market 보관됨 29 11월 2022 - 웨이백 머신 가디언 2013년 4월 23일. 2013년 6월 2일 접속.
208. ↑  न्यूज, नेपालगन्ज (2019년 12월 27일). “वर्तमान नेपाल र राजा महेन्द्र”. 《Nepalgunj News》. 2023년 4월 5일에 원본 문서에서 보존된 문서. 2022년 7월 7일에 확인함.
209. ↑  “About Us – Ratna Rajya Secondary School”. 2023년 3월 25일에 원본 문서에서 보존된 문서. 2022년 8월 11일에 확인함.
210. ↑  Acharya, Dipesh. “रत्नराज्य क्याम्पसमा नक्कली विद्यार्थी राखेर पढाइ सुरु गर्‍यौँ”. 《Edupatra》 (네팔어). 2023년 6월 21일에 원본 문서에서 보존된 문서. 2022년 7월 7일에 확인함. |title=에 너비 없는 결합 문자가 있음(위치 59) (도움말)
211. ↑  “About Birendra Multiple Campus”. 2022년 8월 11일에 원본 문서에서 보존된 문서. 2022년 8월 11일에 확인함.
212. ↑  “History – Pulchowk Campus”. 2022년 7월 30일에 원본 문서에서 보존된 문서. 2022년 7월 17일에 확인함.
213. ↑  “Thapathali Campus - Institute of Engineering”. 《tcioe.edu.np》. 2022년 7월 5일에 원본 문서에서 보존된 문서. 2022년 7월 17일에 확인함.
214. ↑  Mishra, Indra Raj (1971). 〈The Women of Nepal〉.   Banerjee, Smt. Mukul. 《Women on the March》 15. New Delhi: Women's Department of All India Congress Committee. 27–29쪽. 2023년 6월 21일에 원본 문서에서 보존된 문서. 2022년 8월 13일에 확인함.
215. ↑  “About Us Padma Kanya Multiple Campus”. 《www.pkcampus.edu.np》. 2024년 6월 2일에 원본 문서에서 보존된 문서. 2022년 8월 10일에 확인함.
216. 1 2 3  Nepal Telecom. “Nepal Telecom Milestones”. 《Nepal telecom》. 2023년 3월 15일에 원본 문서에서 보존된 문서. 2022년 7월 23일에 확인함.
217. ↑  Bhattarai, Kamal Dev. “Six decades of American aid”. 《The Annapurna Express》. 2022년 7월 30일에 원본 문서에서 보존된 문서. 2022년 7월 23일에 확인함.
218. ↑  “Rare launching copy of The Rising Nepal found”. 《The Rising Nepal》. 2022년 2월 5일에 원본 문서에서 보존된 문서. 2021년 12월 3일에 확인함.
219. ↑  Dhital, K. D. Kamal (2021년 4월 15일). “Nepal Telecom History & important useful short codes”. 《Uncanny Content》. 2023년 6월 21일에 원본 문서에서 보존된 문서. 2022년 7월 23일에 확인함.
220. ↑  “सन्दर्भ पुस १ः राजा महेन्द्र, जसले भारतीय सेनालाई नेपालबाट धपाए”. 《Online Khabar》. 2022년 5월 26일에 원본 문서에서 보존된 문서. 2022년 6월 30일에 확인함.
221. 1 2  “Research Guide of the Legal System of Kingdom of Nepal - GlobaLex”. 《www.nyulawglobal.org》. 2022년 7월 17일에 원본 문서에서 보존된 문서. 2022년 7월 17일에 확인함.
222. ↑  “राज्य रजौटा ऐन, २०१७” (PDF). 2018년 9월 2일에 원본 문서 (PDF)에서 보존된 문서. 2022년 6월 30일에 확인함.
223. ↑  भण्डारी, खगेन्द्र (2018). “कानुन अडिट गर्दै संसद्”. 《annapurna》 (네팔어). 2022년 6월 30일에 원본 문서에서 보존된 문서. 2022년 6월 30일에 확인함.
224. ↑  Law Commission, Nepal. “Rajya Rajauta (Petty States and Rulers) Act, 2017 (1961)”. 2022년 7월 23일에 원본 문서에서 보존된 문서. 2022년 7월 23일에 확인함.
225. ↑  Sharma, M., & Tamang, S. (Eds.). (2016). A difficult transition: the Nepal papers. Zubaan.
226. ↑  “महालेखापरीक्षकको कार्यालय नेपाल”. 《oag.gov.np》. 2022년 7월 14일에 원본 문서에서 보존된 문서. 2022년 7월 17일에 확인함.
227. ↑  “प्रहरी ऐन २०१२”. 2020년 5월 12일에 원본 문서에서 보존된 문서. 2022년 6월 30일에 확인함.
228. ↑  The Himalayan Times (2022년 6월 6일). “Empowering Dalits”. 《thehimalayantimes.com》. 2022년 6월 6일에 원본 문서에서 보존된 문서. 2022년 6월 30일에 확인함.
229. ↑  Chandra Prakash Baniyan (2020년 8월 6일). “छुवाछूत अन्तको लागि नयाँ सूत्रको आवश्यक छ”. 《dharananews.com》. 2021년 6월 15일에 원본 문서에서 보존된 문서. 2022년 6월 30일에 확인함.
230. ↑  नेपाल निजामती सेवा ऐन, २०१३
231. ↑  “Nepal police History”. 《old.nepalpolice.gov.np》. 2022년 7월 11일에 원본 문서에서 보존된 문서. 2022년 7월 11일에 확인함.
232. ↑  “Daya Bir Singh Kansakar – Boss Nepal”. 2022년 9월 3일에 원본 문서에서 보존된 문서. 2022년 9월 3일에 확인함.
233. ↑  काठमाडौँ, डा राजेश अहिराज. “मधेस विरोधी थिए महेन्द्र?”. 《nagariknews.nagariknetwork.com》 (네팔어). 2022년 10월 1일에 원본 문서에서 보존된 문서. 2022년 10월 1일에 확인함.
234. ↑  व्यवस्थापिका संसदले बनाएको २०६४ सालको ऐन न. २१, नेपाल प्रज्ञा प्रतिष्ठान ऐन २०६४
235. ↑  “सांस्कृतिक संस्थानको परिचय”. 《Sanskritik Sansthan》. 2022년 10월 1일에 원본 문서에서 보존된 문서. 2022년 10월 1일에 확인함.
236. ↑  Khattri, Netra Bahadur. “The development of modern and contemporary art in Nepal”. 《My Republica》. 2022년 7월 21일에 원본 문서에서 보존된 문서. 2022년 7월 16일에 확인함.
237. ↑  Ayers, Ben (2021년 1월 2일). “The sweet smell of music”. 2022년 7월 23일에 원본 문서에서 보존된 문서. 2022년 7월 23일에 확인함.
238. 1 2  Nepal, Review. “King Mahendra and Nepalese Nationalism”. 《Review Nepal News》. 2023년 6월 21일에 원본 문서에서 보존된 문서. 2022년 7월 23일에 확인함.
239. ↑  “Inauguration by King Mahendra”. 《National Numismatic Museum》. 2022년 6월 19일에 원본 문서에서 보존된 문서. 2022년 7월 9일에 확인함.
240. ↑  रातोपाटी. “चित्रकलालाई उजागर गर्दै आर्ट काउन्सिल”. 《RatoPati》 (네팔어). 2022년 2월 13일에 원본 문서에서 보존된 문서. 2022년 7월 16일에 확인함.
241. 1 2  Brisbane, K., Chaturvedi, R., Majumdar, R., Pong, C. S., & Tanokura, M. (2005). The World Encyclopedia of Contemporary Theatre: Volume 5: Asia/Pacific. Routledge. page 410-415
242. ↑  Dickey, Sara; Dudrah, Rajinder (2010). 《South Asian Cinemas: Widening the Lens》. Routledge. ISBN 978-1-317-97729-2. 2023년 6월 21일에 원본 문서에서 보존된 문서. 2022년 9월 23일에 확인함.
243. ↑  deepesh (2017년 5월 9일). “Pragya Award – ::नेपाल प्रज्ञा–प्रतिष्ठान::”. 2022년 5월 21일에 원본 문서에서 보존된 문서. 2022년 7월 21일에 확인함.
244. ↑  Spolight (2014년 7월 3일). “Poets Hari Adhkiary and Momila shared their ideas”. 《SpotlightNepal》. 2023년 6월 21일에 원본 문서에서 보존된 문서. 2022년 7월 21일에 확인함.
245. ↑  Jha, P. (2014). Battles of the new republic: A contemporary history of Nepal. Oxford University Press.
246. ↑  “Nepali Film – Maitighar (1966) – Films of Nepal”. 2009년 6월 19일. 2022년 7월 23일에 원본 문서에서 보존된 문서. 2022년 7월 23일에 확인함.
247. ↑  “History”. 《National Archives of Nepal》. 2022년 10월 1일에 원본 문서에서 보존된 문서. 2022년 10월 1일에 확인함.
248. ↑  Khatri, Gokul (2020년 6월 20일). “राष्ट्रिय अभिलेखालय अन्योलबाट मुक्त, सरकारले अन्यत्र स्थानान्तरण गर्ने निर्णय फिर्ता लियाे”. 《Sankalpa Khabar》. 2022년 10월 1일에 원본 문서에서 보존된 문서. 2022년 10월 1일에 확인함.
249. ↑  “राष्ट्रिय अभिलेखालय अन्योलबाट मुक्त”. 《Lokpath》. 2022년 10월 1일에 원본 문서에서 보존된 문서. 2022년 10월 1일에 확인함.
250. ↑  डेस्क, सेतो माटो (2021년 10월 4일). “जनशक्ति अभावको पीडामा पिल्सिएको राष्ट्रिय अभिलेखालय”. 《Seto Mato》. 2022년 10월 1일에 원본 문서에서 보존된 문서. 2022년 10월 1일에 확인함.
251. ↑  “Klib”. 2014년 2월 3일에 원본 문서에서 보존된 문서. 2022년 7월 17일에 확인함.
252. ↑  “Hippies, Hashish and 'Hare Rama Hare Krishna'”. 《The Wire》. 2022년 9월 14일에 원본 문서에서 보존된 문서. 2022년 9월 14일에 확인함.
253. ↑  “Two Kathmandu girls and the magic of 'Hare Rama Hare Krishna'”. 《kathmandupost.com》. 2022년 9월 14일에 원본 문서에서 보존된 문서. 2022년 9월 14일에 확인함.
254. ↑  “A celebration called Hare Rama Hare Krishna”. 《kathmandupost.com》. 2022년 5월 24일에 원본 문서에서 보존된 문서. 2022년 9월 14일에 확인함.
255. ↑  Stackhouse, Max L.; Pachuau, Lalsangkima (2007). 《News of Boundless Riches: Interrogating Comparing and Reconstructing Mission in a Global Era》. ISPCK. 187–189쪽. ISBN 978-81-8458-013-6. 2023년 6월 21일에 원본 문서에서 보존된 문서. 2022년 8월 13일에 확인함.
256. ↑  Aung, Pinky (2019년 5월 17일). “U Thant statue unveiling ceremony”. 《uthanthouse》. 2022년 7월 4일에 원본 문서에서 보존된 문서. 2022년 7월 1일에 확인함.
257. ↑  “Their Queen arrived as an exile. Today, hundreds of Sikhs call Kathmandu home.”. 《kathmandupost.com》. 2022년 8월 9일에 원본 문서에서 보존된 문서. 2022년 8월 9일에 확인함.
258. 1 2  “What is lacking in Nepal's land reform initiative?”. 《landportal.org》 (스페인어). 2021년 7월 1일. 2022년 7월 11일에 원본 문서에서 보존된 문서. 2022년 7월 11일에 확인함.
259. 1 2  “Nepal - LAND REFORM”. 《countrystudies.us》. 2022년 11월 26일에 원본 문서에서 보존된 문서. 2022년 7월 11일에 확인함.
260. 1 2  “२०२१ सालदेखि जमिनमा लाग्दै आएको मोहियानी हक ०७६ भदौ ४ गतेदेखि नलाग्ने”. 《Clickmandu》. 2018년 6월 26일. 2022년 7월 23일에 원본 문서에서 보존된 문서. 2022년 7월 23일에 확인함.
261. ↑  Gill, Peter. 《The Politics of Land Reform in Nepal: 1951–1964》. 2023년 6월 21일에 원본 문서에서 보존된 문서. 2022년 6월 30일에 확인함.
262. ↑  “Patan: A City No More Shining”. 《Himal Southasian》. 1991년 5월 1일. 2022년 8월 9일에 원본 문서에서 보존된 문서. 2022년 8월 9일에 확인함.
263. ↑  Onlinekhabar (2021년 2월 23일). “History of Nepal's real estate business in 9 points - OnlineKhabar English News”. 《Onlinekhabar.com》. 2022년 7월 11일에 원본 문서에서 보존된 문서. 2022년 7월 11일에 확인함.
264. ↑  “Manang's middle path- Nepali Times”. 《archive.nepalitimes.com》. 2022년 8월 10일에 원본 문서에서 보존된 문서. 2022년 7월 20일에 확인함.
265. ↑  "The Analysis Of The Population Statistics Of Nepal, 1971," Central Bureau Of Statistics (Kathmandu: Jore Ganesh Press, 1977) p.29
266. ↑  Thapa, Hari Bahadur. “Enter Mahendra”. 《The Annapurna Express》. 2022년 7월 10일에 원본 문서에서 보존된 문서. 2022년 7월 10일에 확인함.
267. ↑  Thapa, Hari Bahadur. “Undemocratic inclinations”. 《The Annapurna Express》. 2022년 7월 6일에 원본 문서에서 보존된 문서. 2022년 6월 30일에 확인함.
268. ↑  “बिपीका योजना खोसेर महेन्द्र विकास पुरुष बन्न खोजे”. 《Naya Patrika》. 2022년 7월 7일에 원본 문서에서 보존된 문서. 2022년 7월 7일에 확인함.
269. ↑  MUNI, S.D. “State, army and the aam admi in Nepal”. 《www.india-seminar.com》. 2022년 7월 26일에 원본 문서에서 보존된 문서. 2022년 7월 26일에 확인함.
270. ↑  “नेपाली राजनीतिमा राष्ट्रवादका विवाद”. 《Makalukhabar.com》. 2017년 5월 29일. 2022년 7월 30일에 원본 문서에서 보존된 문서. 2022년 7월 30일에 확인함.
271. ↑  Newsdesk (July 2019). “कार्कीको कलमः राष्ट्रवाद राजावाद अनि धर्मवाद | Chandrasurya Wani”. 2023년 6월 21일에 원본 문서에서 보존된 문서. 2022년 7월 30일에 확인함.
272. ↑  Gupta, Bikash (2021). “One hat to rule them all: the dhaka topi and the subjugation of minority cultures in Nepal”. 《www.recordnepal.com》. 2022년 8월 10일에 원본 문서에서 보존된 문서. 2022년 7월 1일에 확인함.
273. ↑  “King Mahendra's one-language policy lives on through Nepali media”. 《english.indigenousvoice.com》 (네팔어). 2022년 5월 27일에 원본 문서에서 보존된 문서. 2022년 6월 30일에 확인함.
274. ↑  “राजा महेन्द्रले १७ सालमा 'कू' नगरेको भए...”. 《Online Khabar》. 2022년 7월 7일에 원본 문서에서 보존된 문서. 2022년 7월 7일에 확인함.
275. ↑  “कसरी बनाए महेन्द्रले स्वाधीन र सार्वभौम नेपाल ?”. 《कसरी बनाए महेन्द्रले स्वाधीन र सार्वभौम नेपाल ?》. 2022년 6월 30일에 원본 문서에서 보존된 문서. 2022년 6월 30일에 확인함.
276. ↑  Giri, Rabin (2022년 1월 24일). “Ground reality of landlessness in Nepal”. 2022년 7월 7일에 원본 문서에서 보존된 문서. 2022년 7월 11일에 확인함.
277. ↑  “Ratna Park renamed, Now Shankhadhar Udyan”. 《Everest Times - Online News Portal of Nepal》. 2020년 11월 21일. 2022년 7월 7일에 원본 문서에서 보존된 문서. 2022년 7월 7일에 확인함.
278. 1 2  Nepal, CSRC (2022년 7월 4일). “Mohiyani Hak ra Bedartawal Mohiko Sthiti”. 《CSRC Nepal》. 2024년 6월 2일에 원본 문서에서 보존된 문서. 2022년 7월 26일에 확인함.
279. ↑  “राजा महेन्द्र : त्यो अपत्यारिलो अवसान”. 《Jagaran Post》. 2022년 1월 31일. 2022년 7월 7일에 확인함.
280. ↑  “राजा महेन्द्र निधनको ५० वर्ष : अप्रत्यासित अवसान, अझै रहस्य”. 《Nepal Live》. 2022년 7월 24일에 확인함.
281. ↑  Tripathi, D. P. (2012). Nepal in Transition: A Way Forward. Vij Books India Pvt Ltd.
282. ↑  Learning.com, My EG (2021년 3월 23일). “Unit:-7, Lesson:-3 Abduction of Democracy and Ban on Political Parties -”. 2023년 6월 21일에 원본 문서에서 보존된 문서. 2022년 7월 30일에 확인함.